# Musée Correr
Le musée Correr (en italien : Museo Correr) est le musée municipal de Venise, en Italie. Situé sur la place Saint Marc, face à la basilique du même nom, il occupe une partie de l'aile Napoléon du palais royal de Venise, édifice également consacré aux bâtiments de l'administration appelés « procuraties » qui eux occupent les trois-quarts de la place.

## Histoire
Le musée doit son nom à Teodoro Correr (1750-1830), un magnat descendant d'une des plus anciennes familles vénitiennes, qui a légué en 1830 sa collection d'œuvres d'art à la ville de Venise. Le musée se trouve au deuxième étage dans le bâtiment des Nouvelles procuraties conçues par Vincenzo Scamozzi. L'aile napoléonienne est construite durant l'occupation française sur l'espace occupé par l'ancienne église Saint-Géminien face à la basilique byzantine Saint-Marc.
Depuis 2008, le musée Correr fait partie de la fondation des musées civiques vénitiens, qui regroupe les onze établissements culturels propriétés de la commune de Venise. Le musée est le deuxième plus fréquenté après le palais des Doges, avec près de 350 000 visiteurs en 2022.

## Collections
Le musée abrite des œuvres d'art, des documents, des objets et des cartes témoignant de l'histoire et de la vie quotidienne de Venise à travers les siècles. L'aile napoléonienne est d'un somptueux style néoclassique et la pinacothèque renferme une remarquable collection d'œuvres d'Antonio Canova (Orphée et Eurydice, Dédale et Icare, Vénus...), de Giambattista Pittoni (La Mort de la vierge, Adorazione dei pastori, Adorazione dei magi, Ritrovamento di Mosè et Presentazione del tempio), de Vittore Carpaccio (Homme au chapeau rouge...), de Giovanni Bellini et d'Antonello da Messina. Il conserve également six gros volumes contenant les esquisses des décors réalisés par Francesco Bagnara pour le théâtre de la Fenice. Le musée possède une collection numismatique de plus de 50 000 pièces et la bibliothèque léguée par Teodoro Correr est riche de 12 000 manuscrits, 750 incunables et 100 000 monographies et périodiques.

Esquisse de Francesco Bagnara pour le décor de Lucia di Lammermoor à La Fenice de Venise, Aquarelle, 18 x 27 cm, Museo Correr.
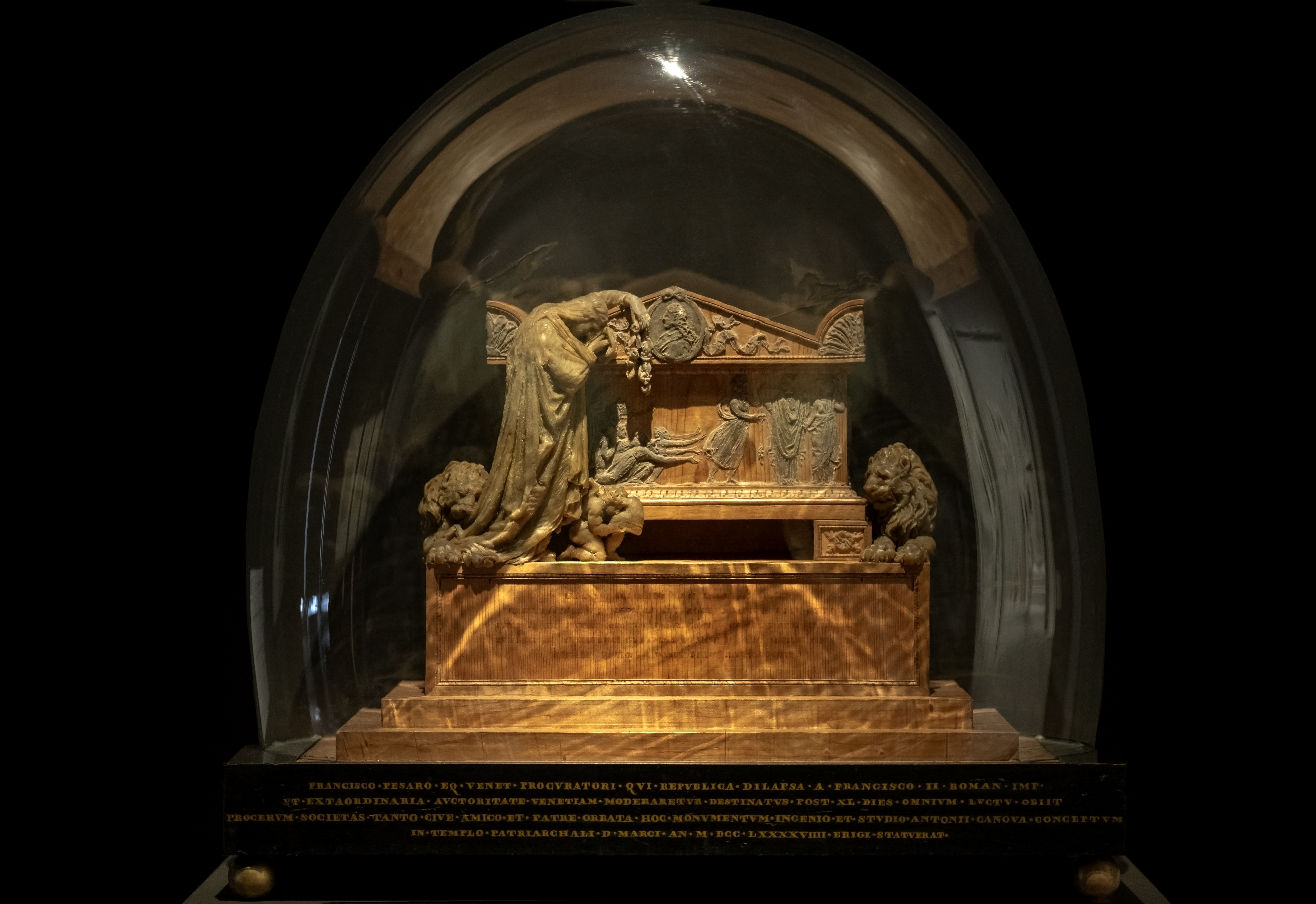
Monument funéraire de Francesco Pesaro par Canova
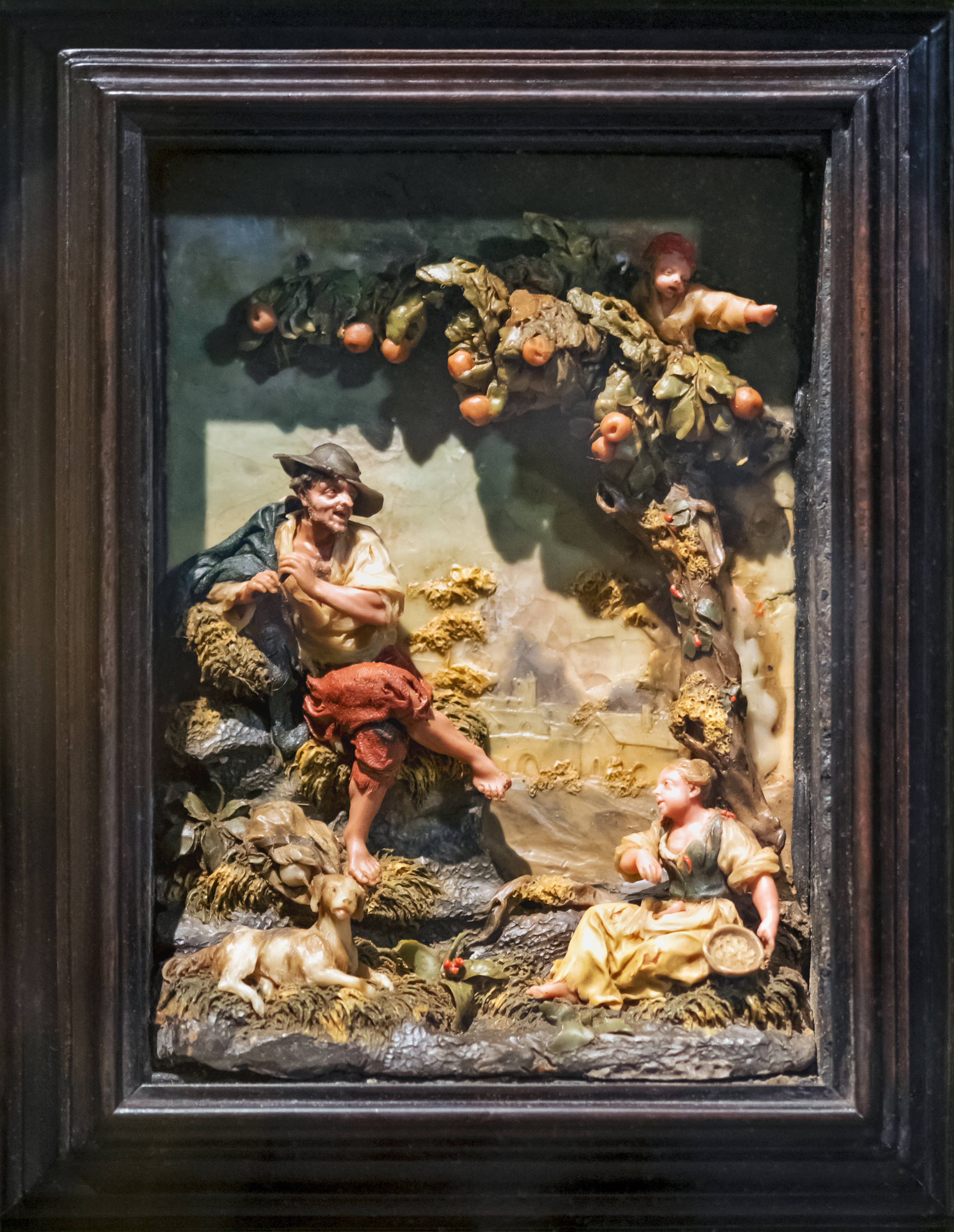
Scène champêtre en cire coloré vers 1750 par Giovanni Battista Talamin
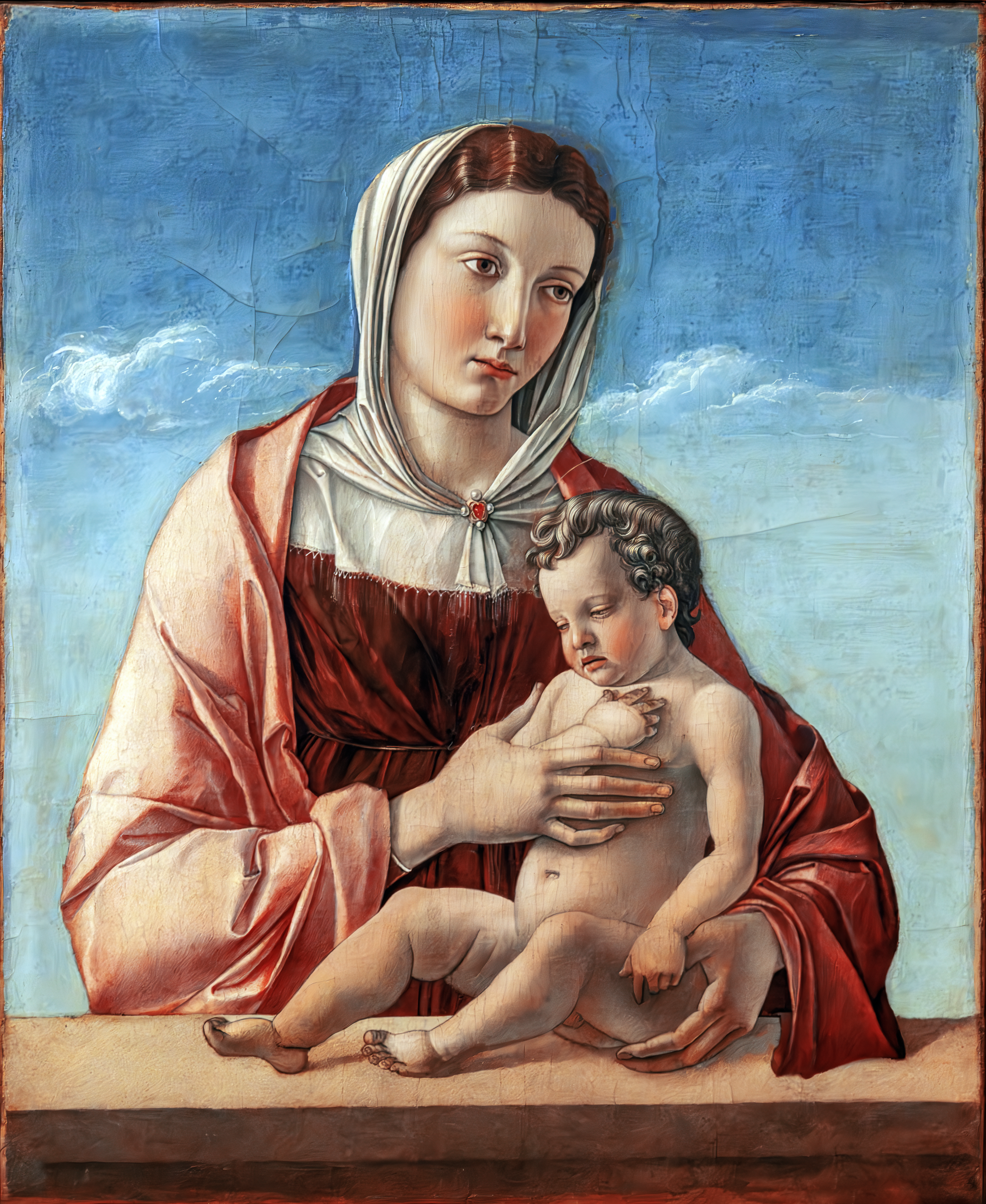
Madone Frizzoni de Giovanni Bellini
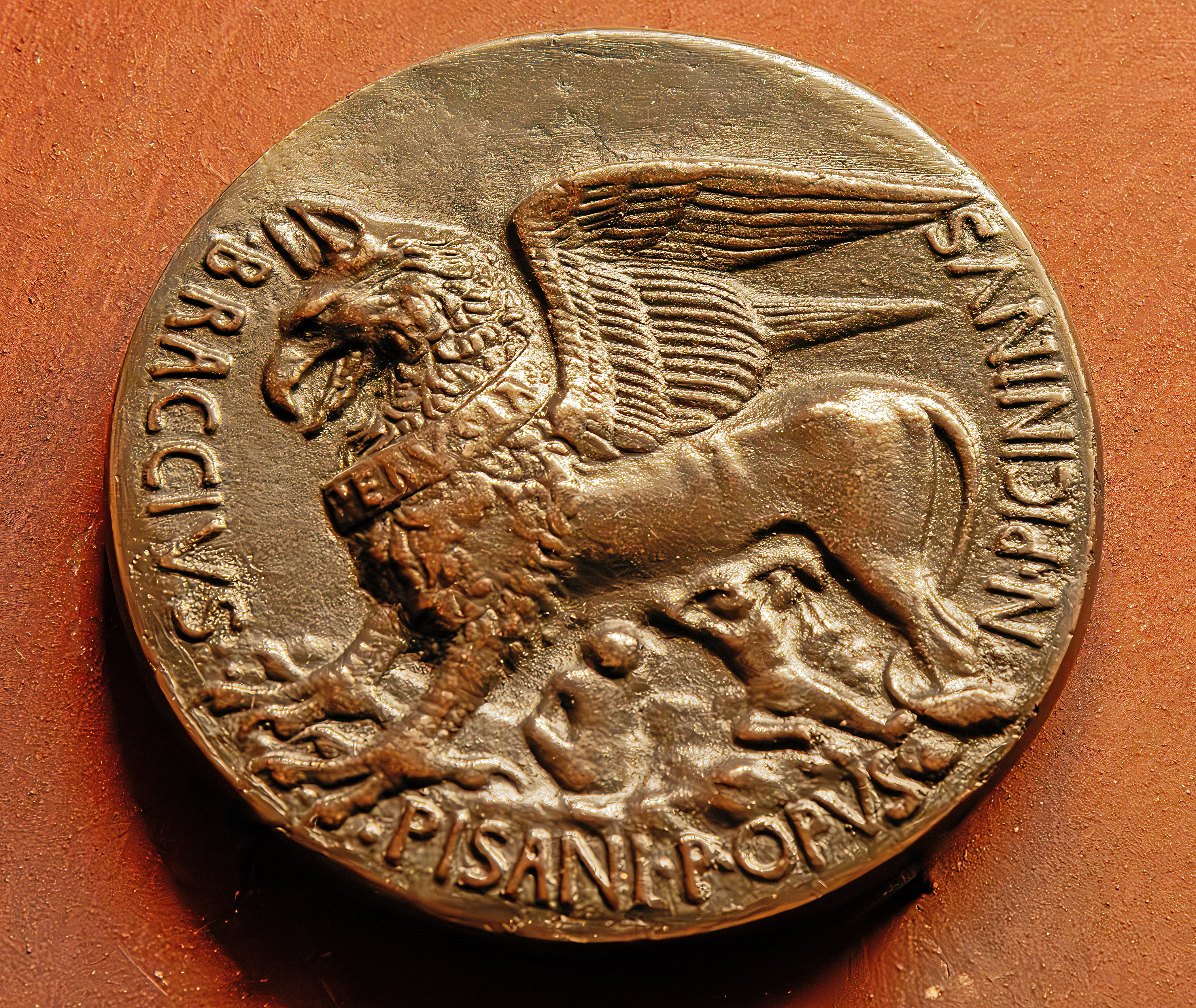
Grifone (1441) par Pisanello
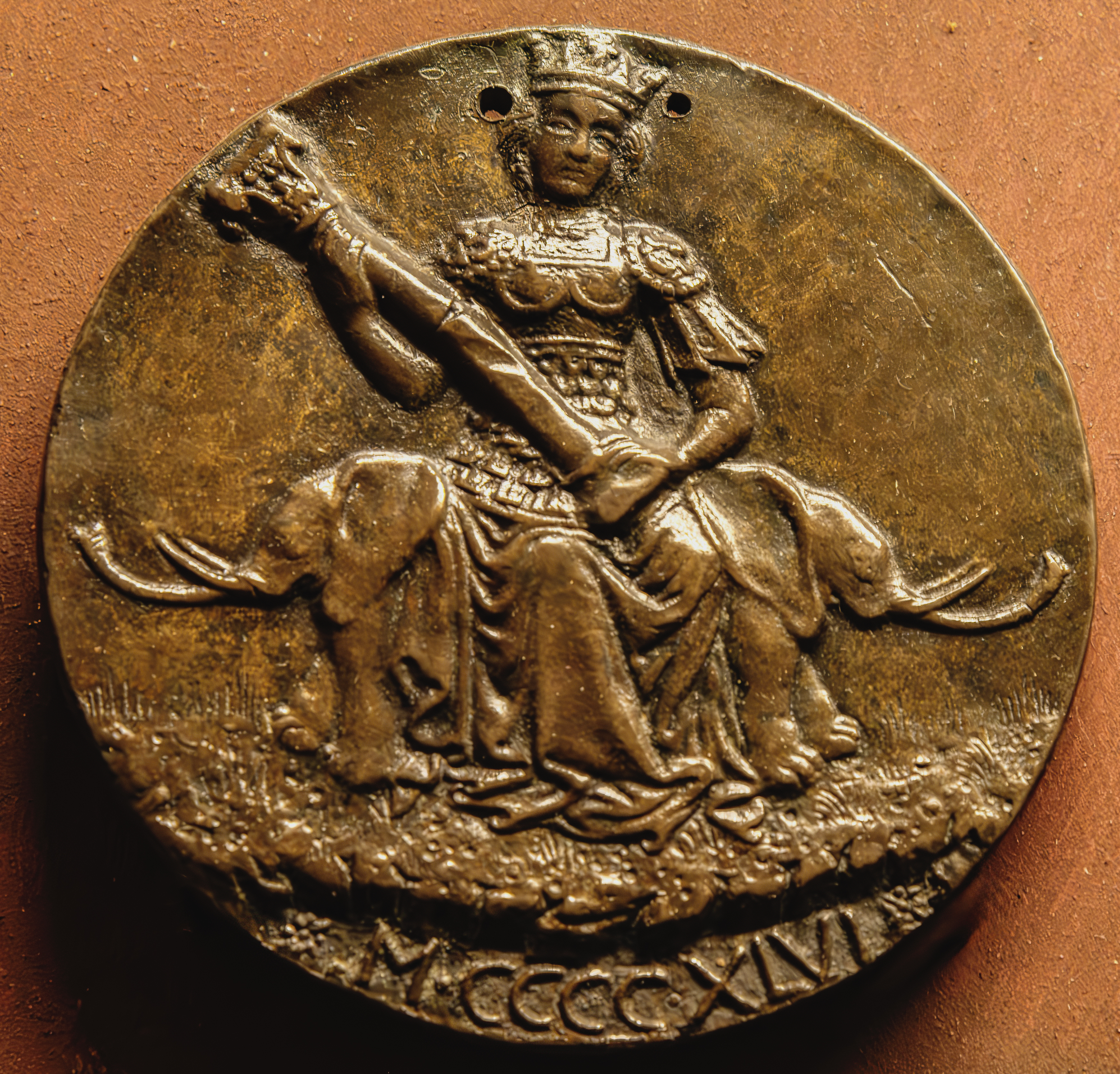
La force assise sur deux éléphants (1445) par Matteo de' Pasti
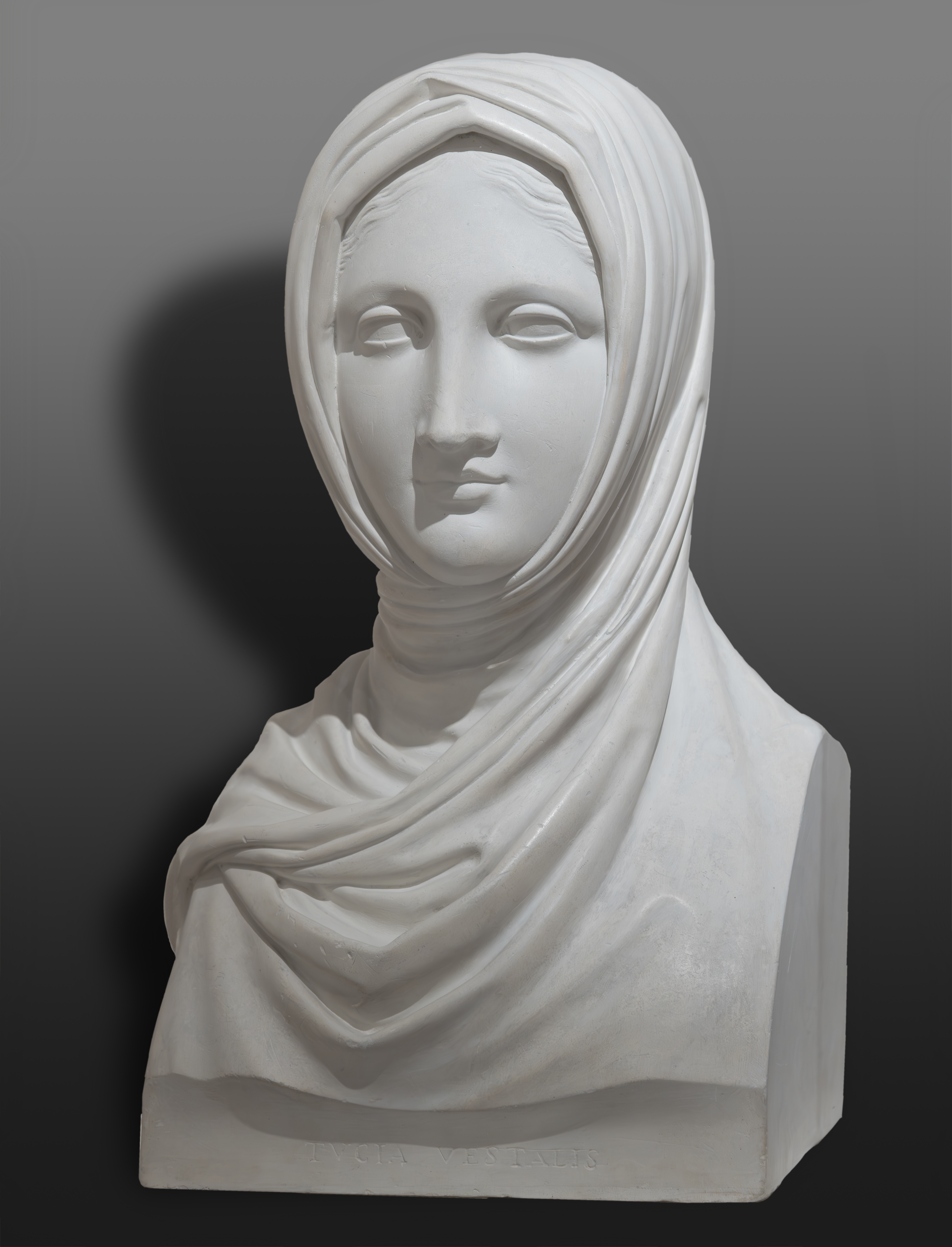
Tucia Vestalis - Antonio Canova (1818-19)

## Salles néoclassiques et collection Canova
Ces salles, bâties sous le règne de Napoléon, comportent de nombreuses œuvres du célèbre sculpteur Antonio Canova, dans un décor néoclassique remarquable : 
- Bibliothèques

Bibliothèque Pisani
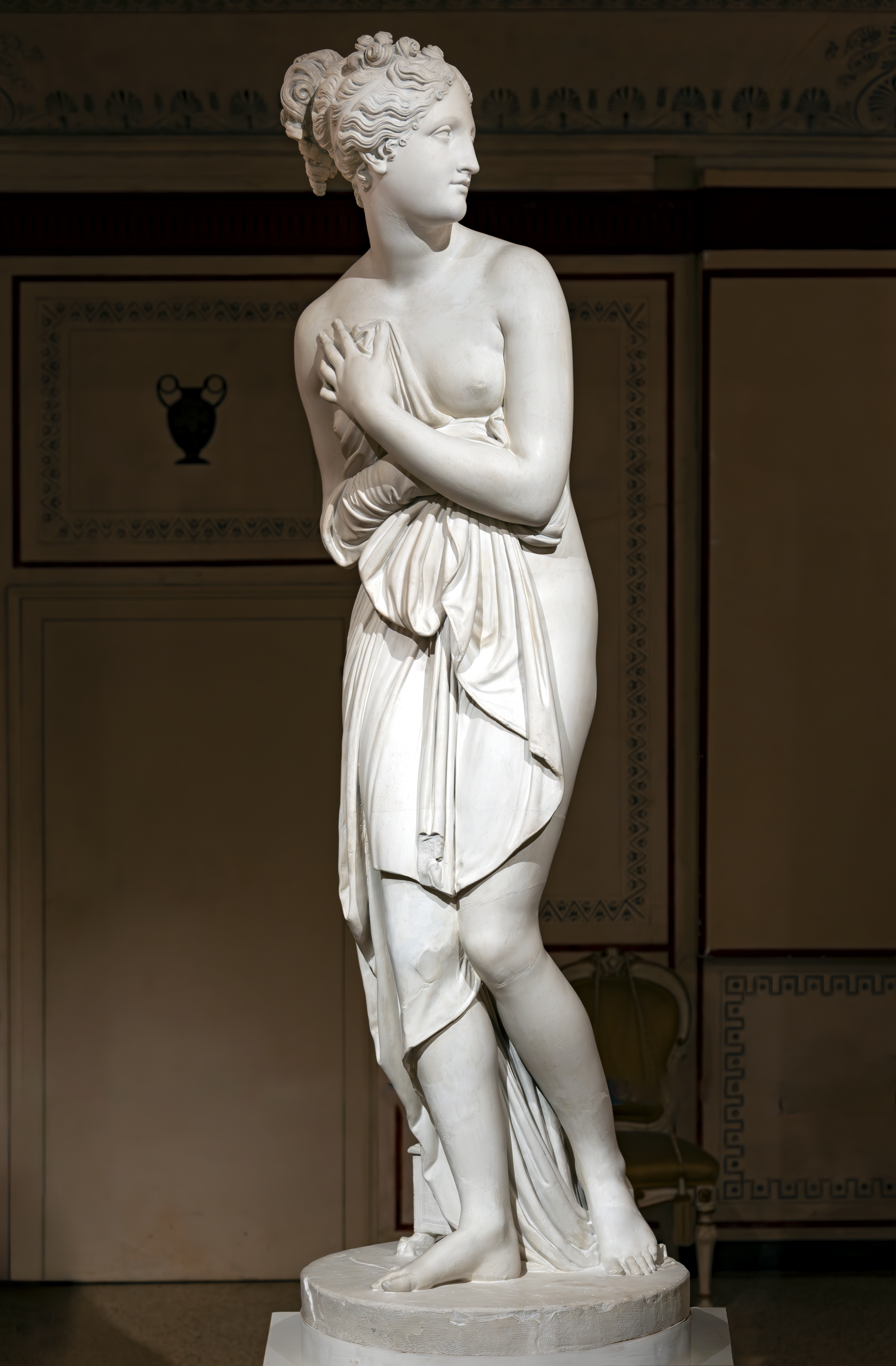
Vénus, par Canova
Salle de Dédale et Icare par Canova
Canova : Orphée et Eurydice
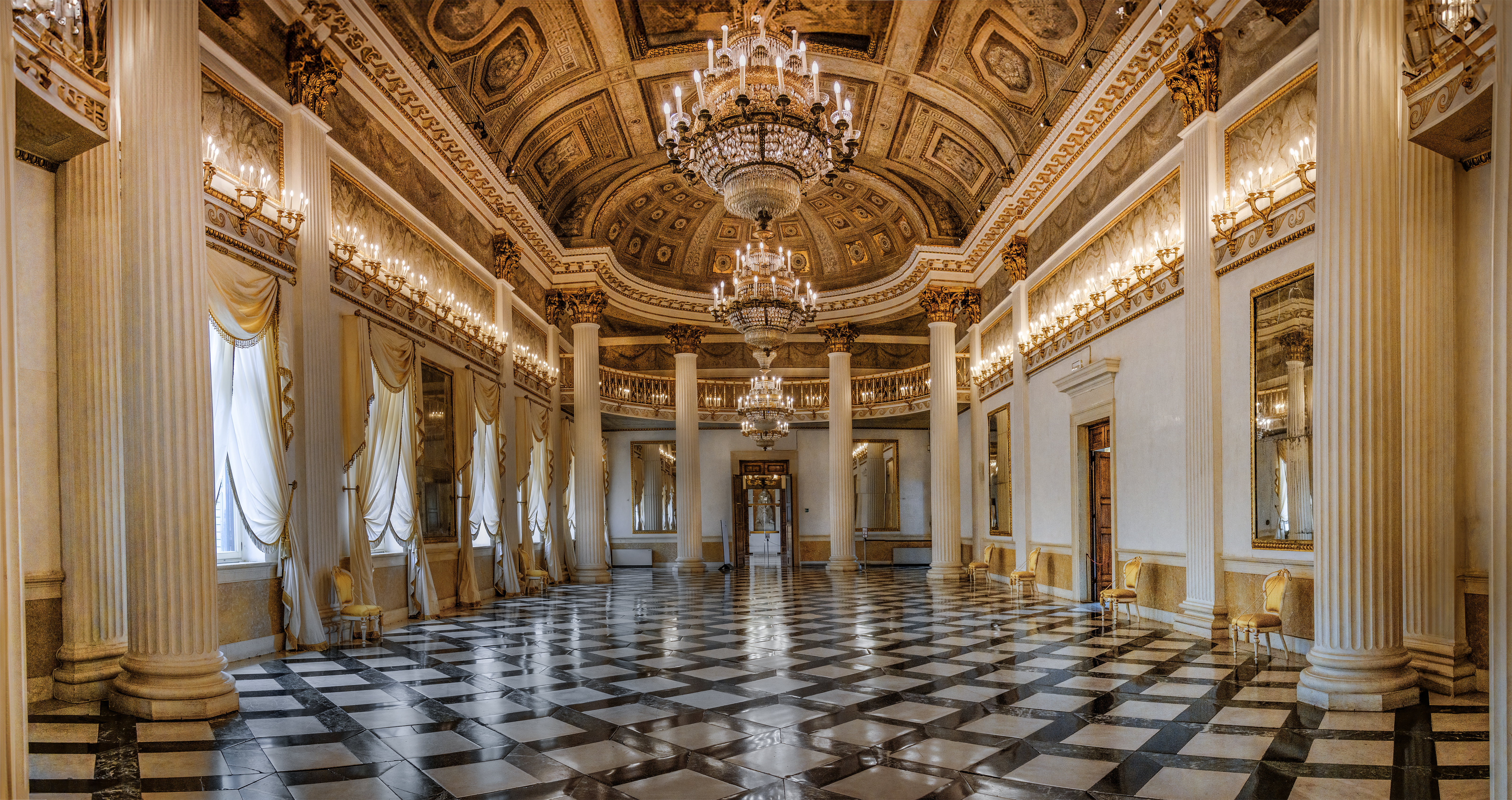
Salle de bal
- Loggia de Napoléon
- Salle du trône
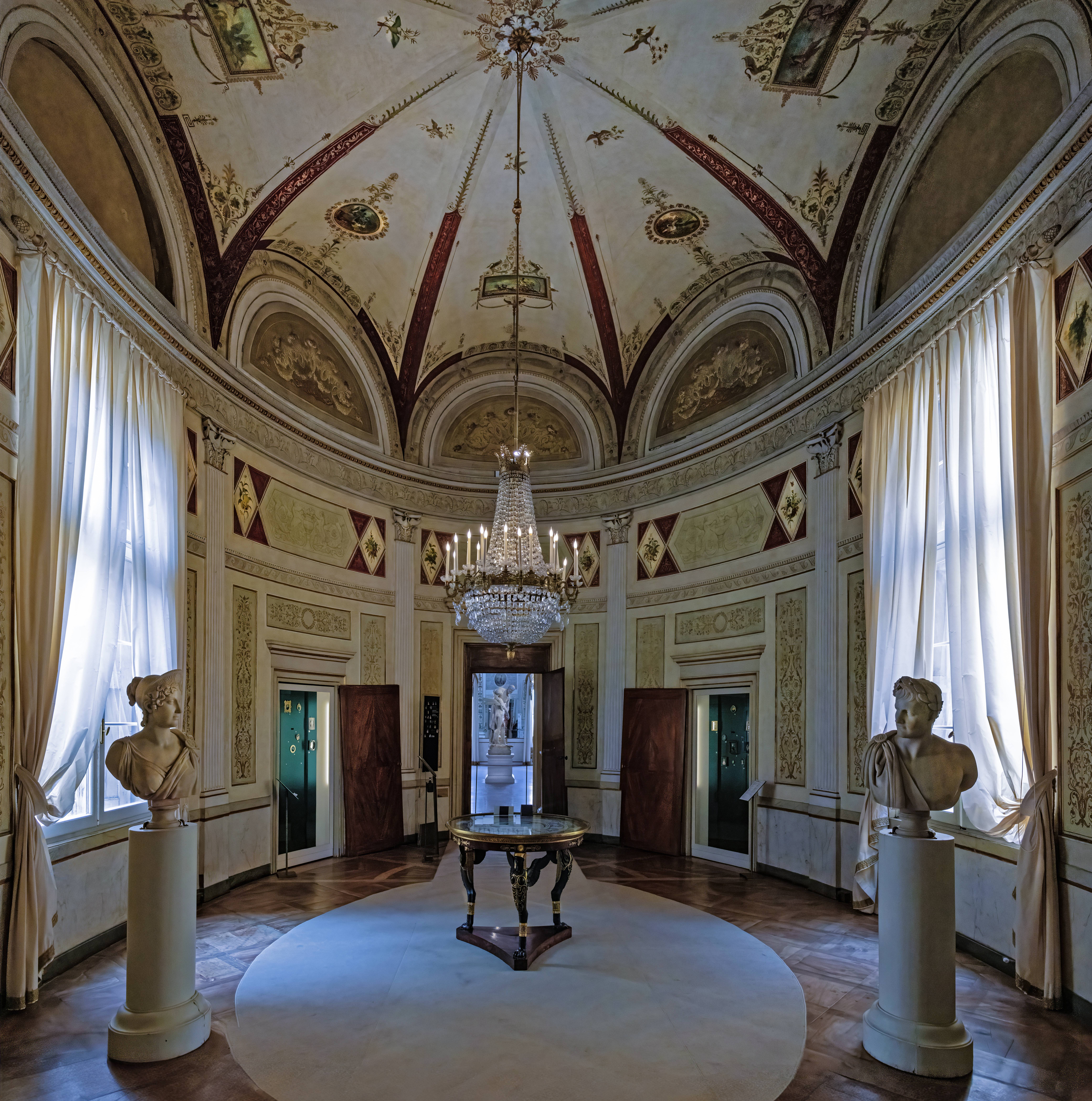
Salle à manger

## Pinacothèque
Elle compte dix-neuf salles et abrite une riche collection de peintures, notamment de peintres vénitiens :
- Salle 25 : Paolo Veneziano et les peintres vénitiens du XIVe siècle
- Salle 26 : Lorenzo Veneziano
- Salle 27 : Gothique flamboyant
- Salle 28 : Peinture gothique
- Salle 29 : Première moitié du XVe siècle
- Salle 30 : Cosme Tura
- Salle 31 : École de Ferrare
- Salle 32 : Salle des Quatre portes
- Salle 33 : Peintres flamands du XVe siècle
- Salle 34 : Antonello de Messine (Pieta)
- Salle 35 : Peintres flamands et allemands
- Salle 36 : Famille Bellini (dont la Transfiguration, la Crucifixion, et Christ mort soutenu par deux anges de Giovanni Bellini; Portrait du Doge Giovanni Mocenigo, de Gentile Bellini)
- Salle 37 : Vivarini et son temps... Jacopo da Valenza.
- Salle 38 : Vittore Carpaccio (Homme au chapeau rouge, Deux dames vénitiennes...)
- Salle 39 : Carpaccio et artistes du XVIe siècle
- Salle 40 : Artistes du cercle de Bellini
- Salle 41 : Peintres grecs à Venise
- Salle 42 : Majoliques des XVe et XVIe siècles
- Salle 43 : La bibliothèque

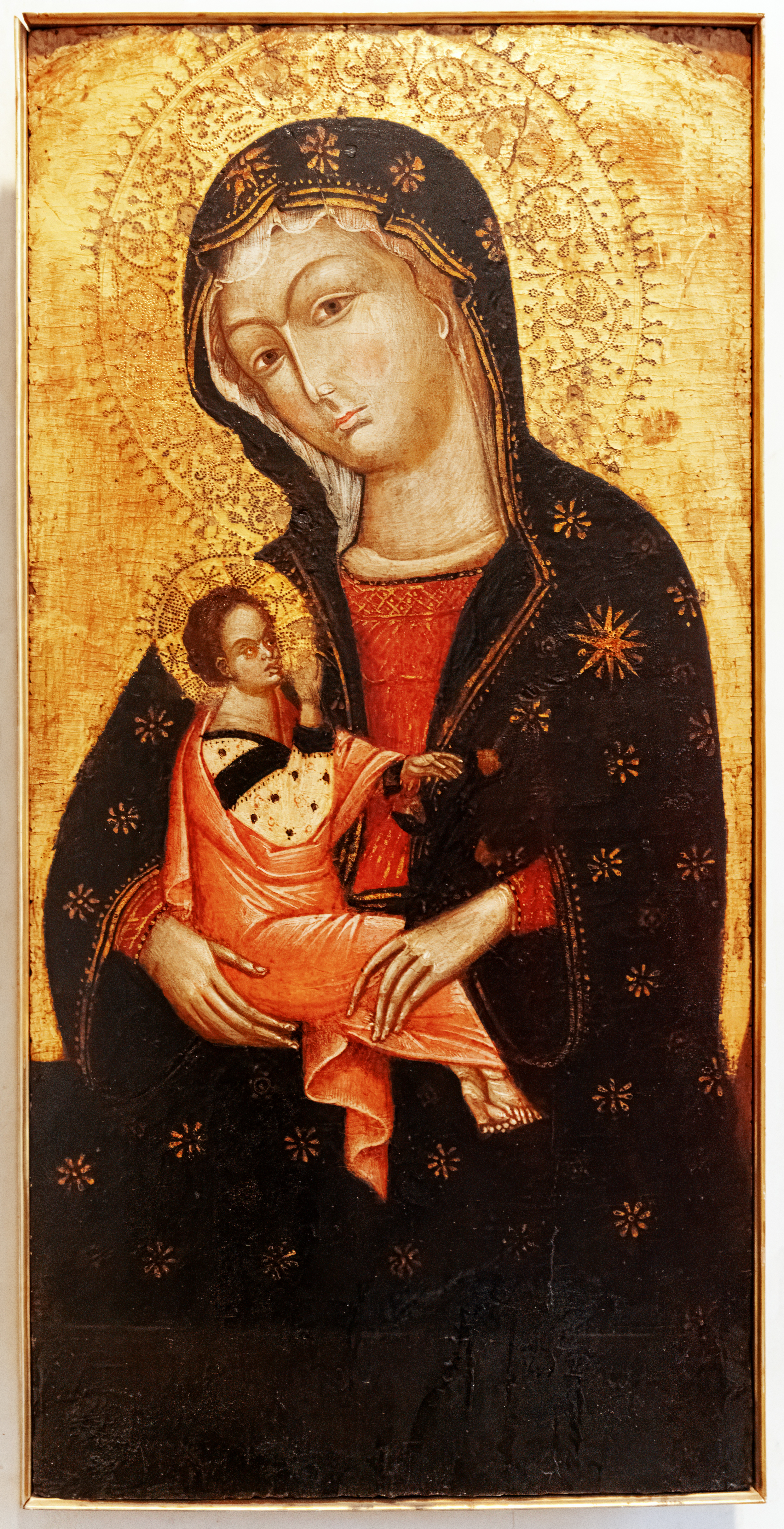
Vierge à l'Enfant gréco-vénitienne du XIVe
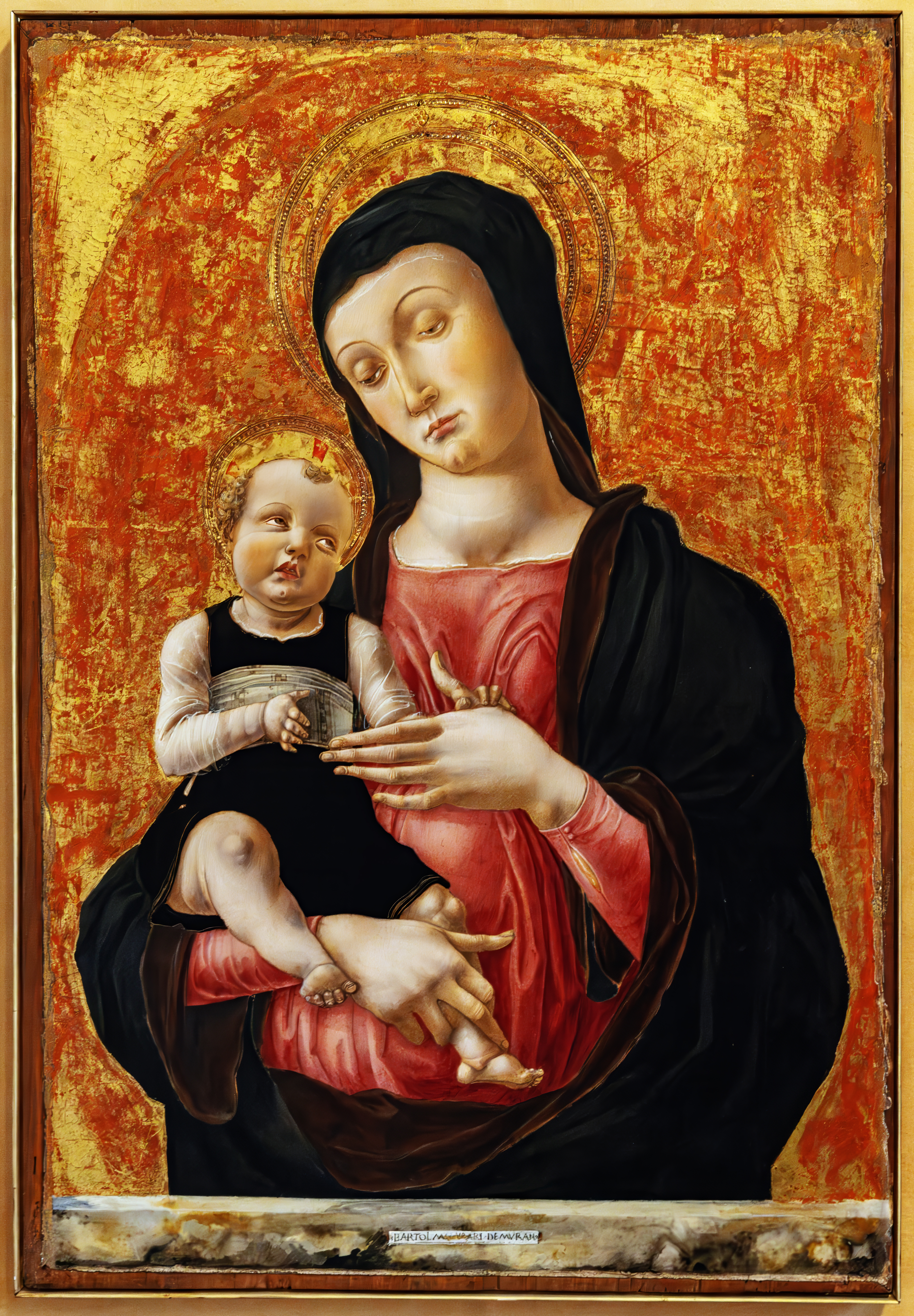
Vierge à l'Enfant, 1465, Bartolomeo Vivarini
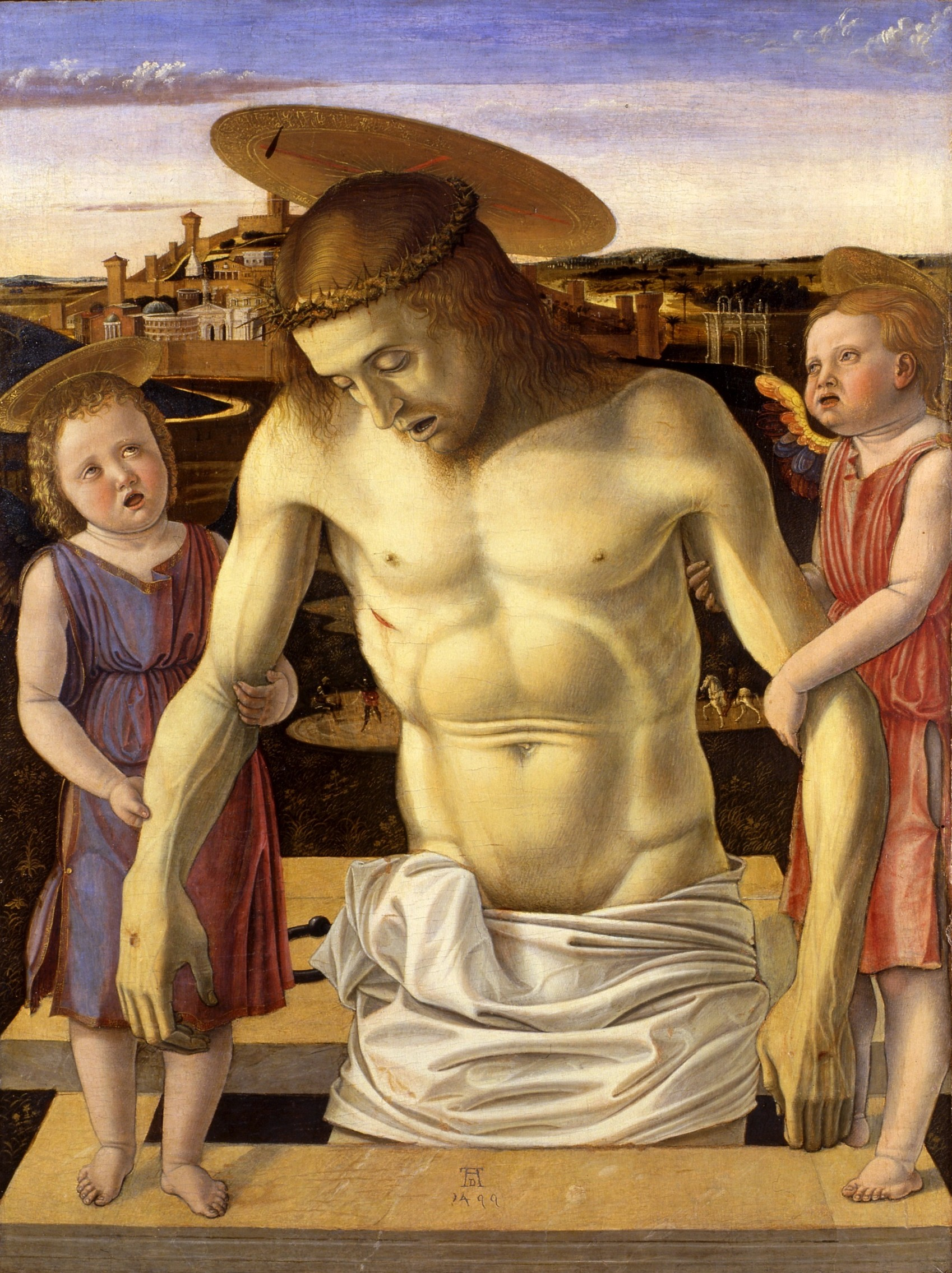
Christ mort soutenu par deux anges, de Giovanni Bellini
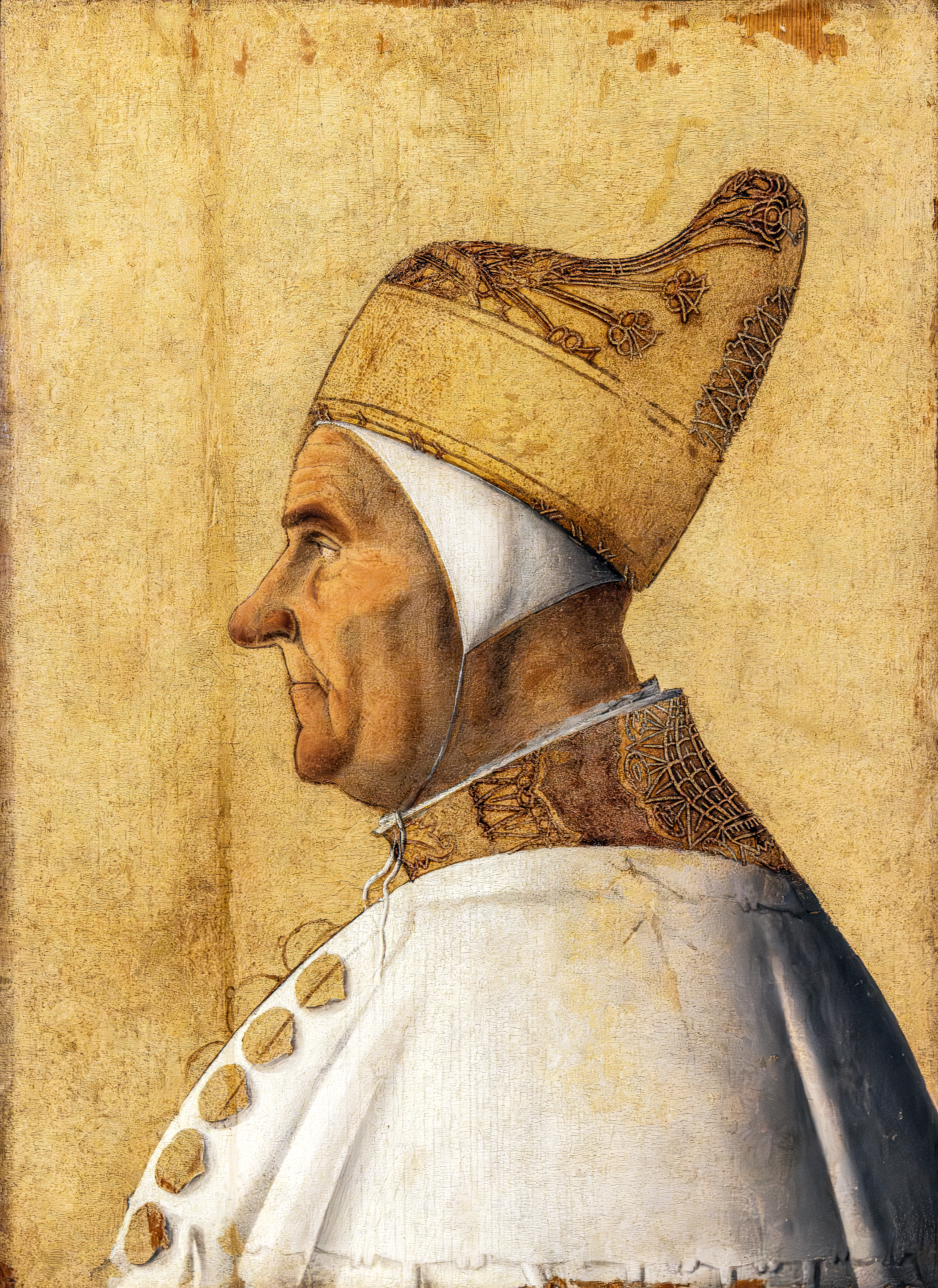
Gentile Bellini : Portrait du Doge Giovanni Mocenigo
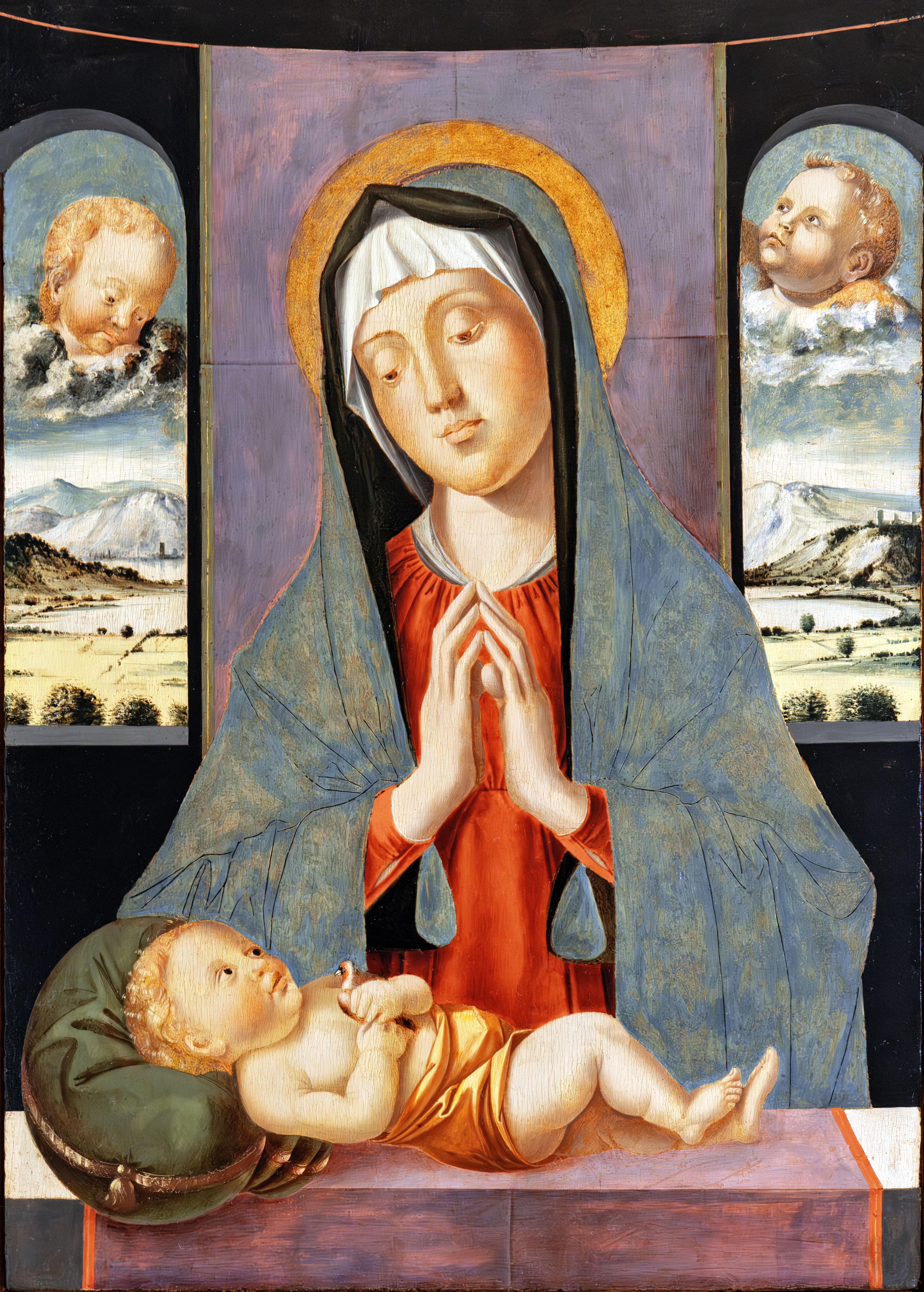
Jacopo da Valenza:  Madone adorant l'Enfant
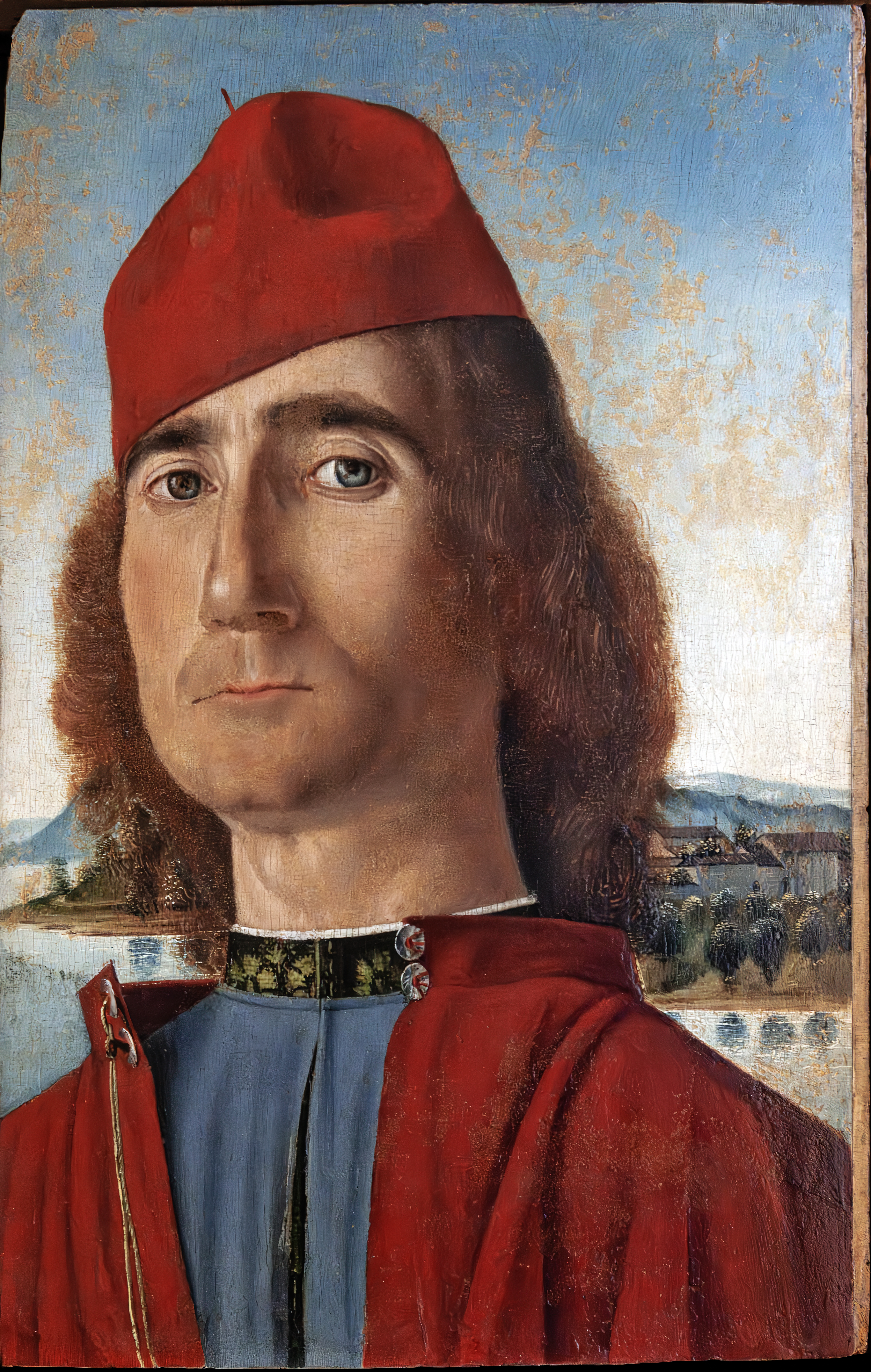
Homme au chapeau rouge, de Vittore Carpaccio
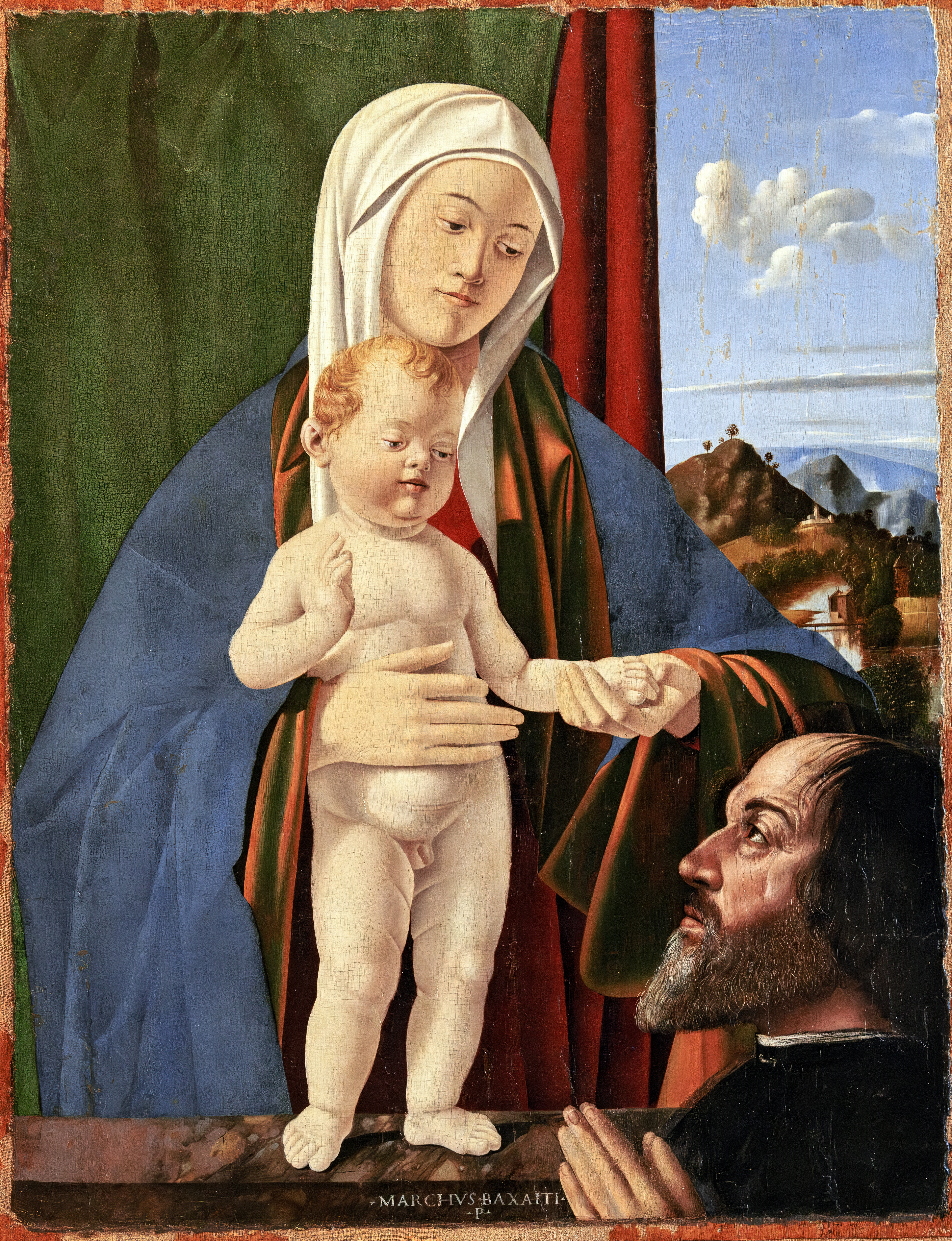
Vierge à l'Enfant avec un dévot par  Marco Basaiti
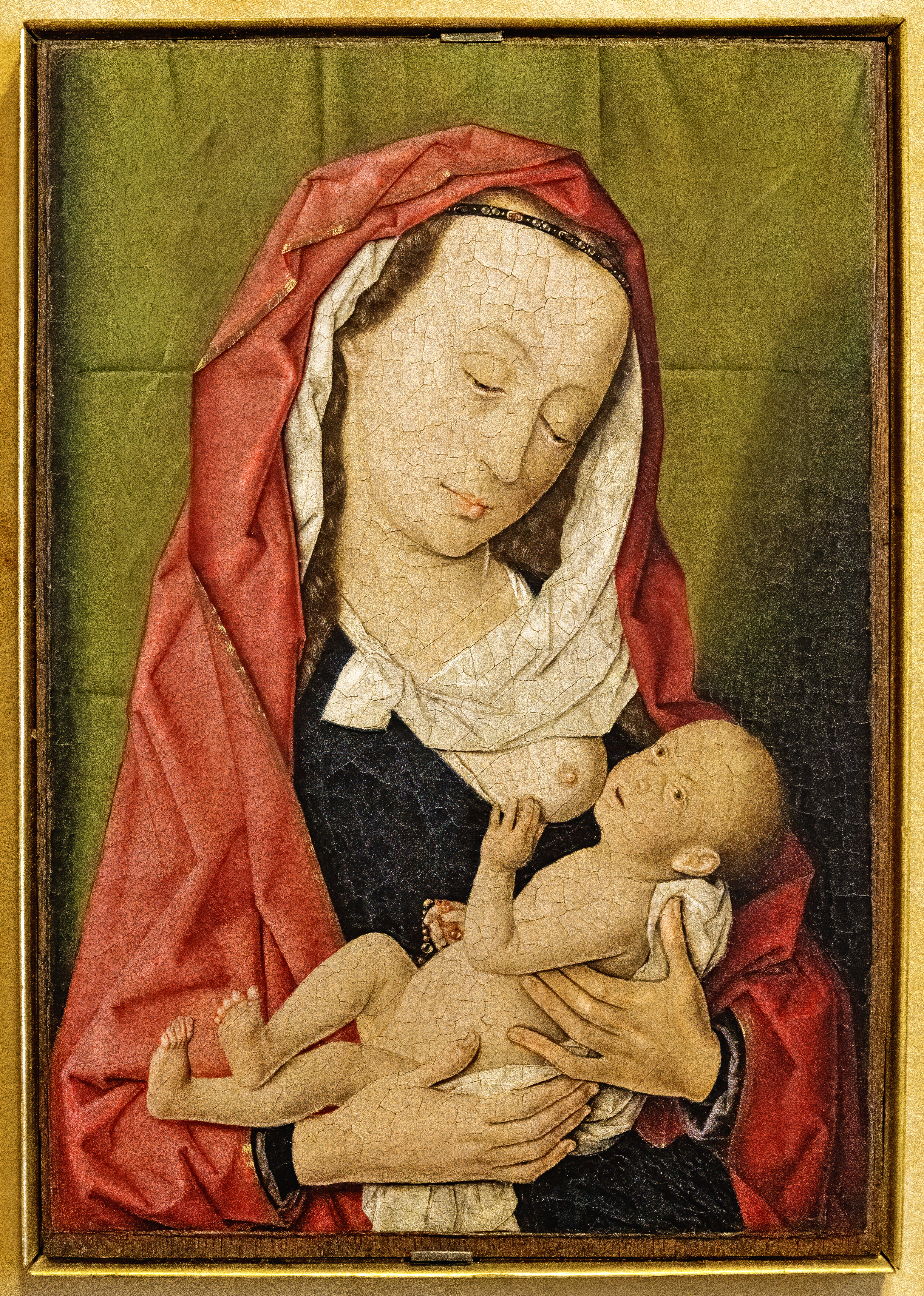
Madone à l'Enfant par Dirk Bouts
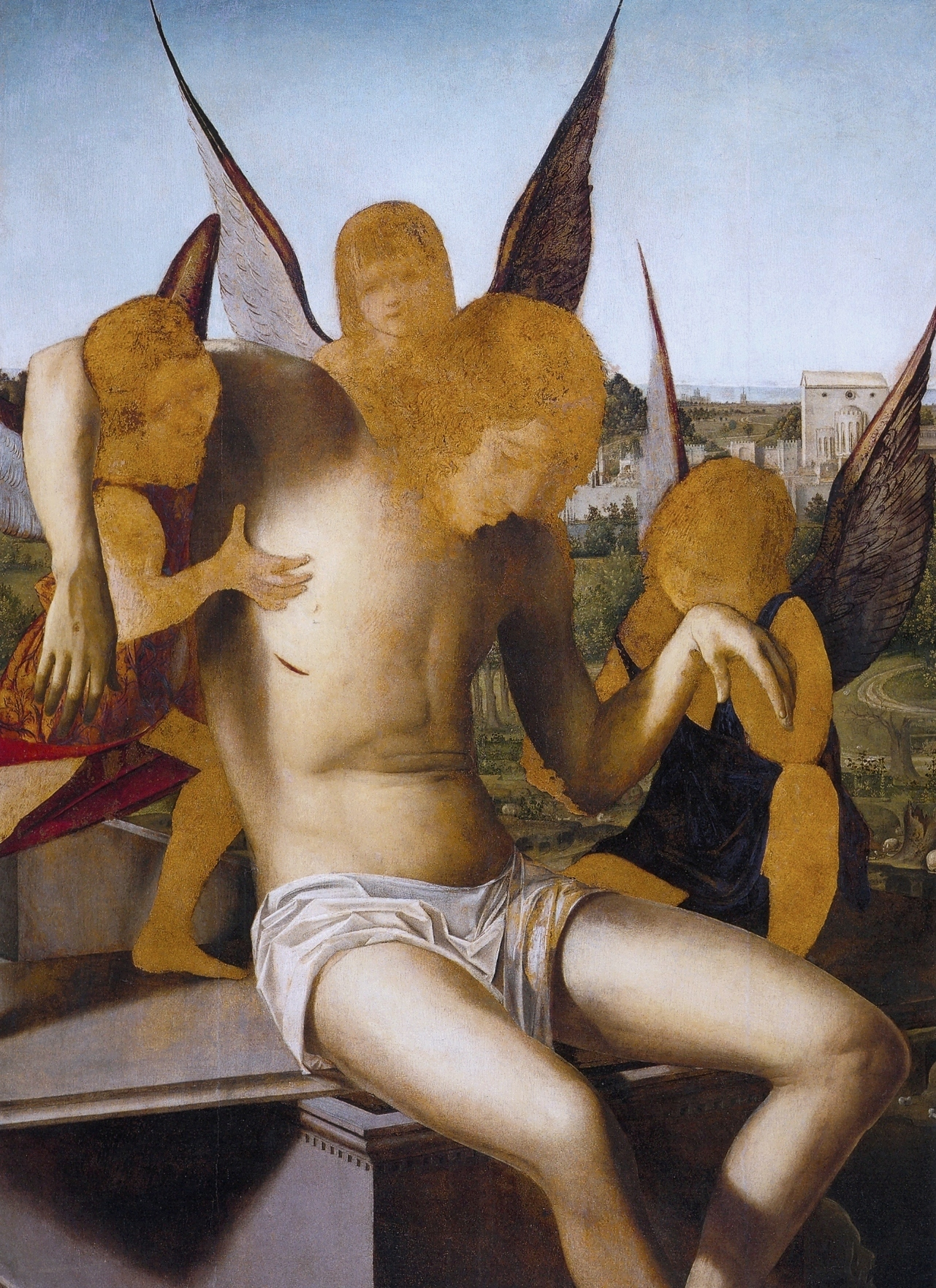
Pièta avec trois anges, d'Antonello de Messine
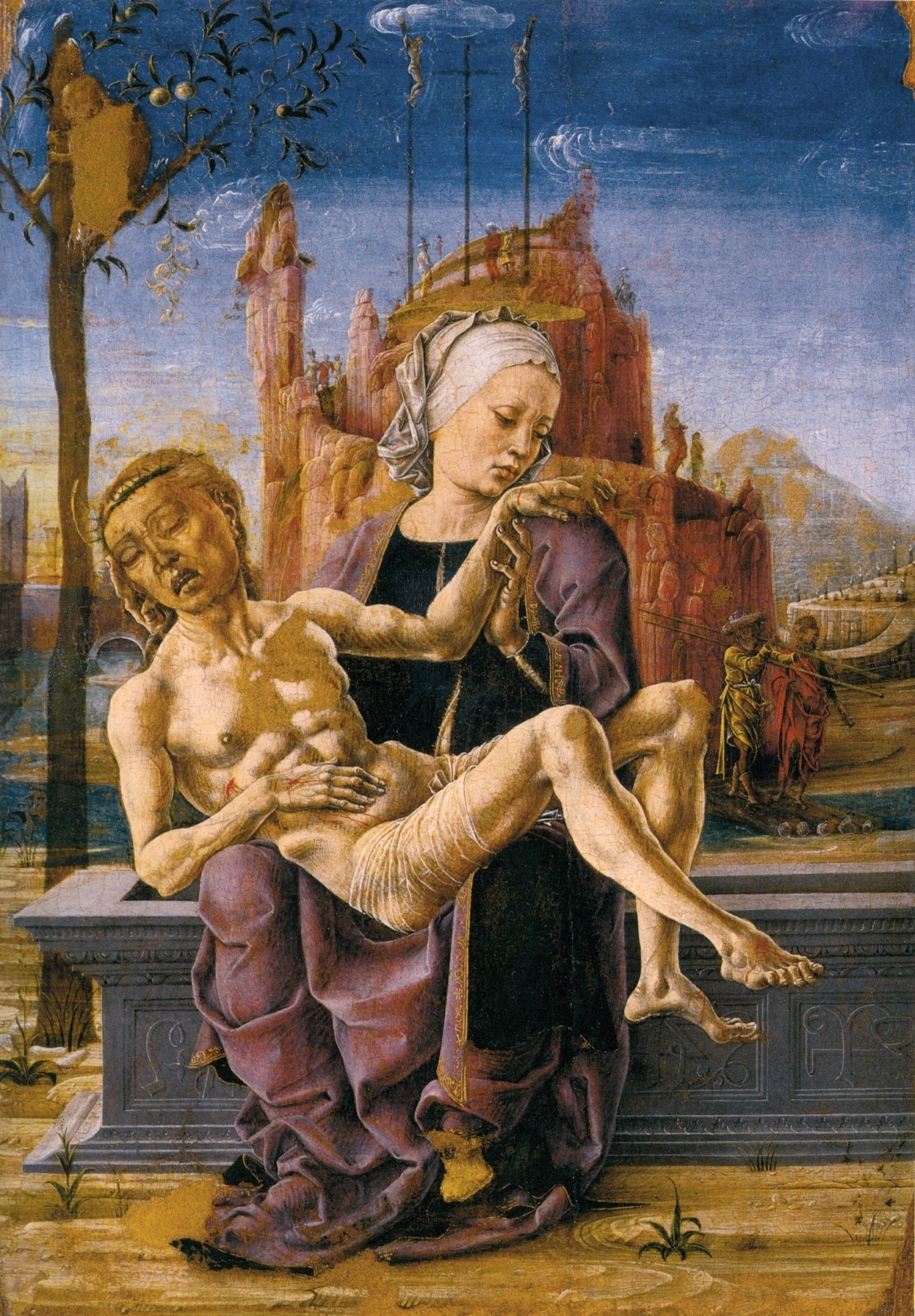
Cosme Tura : Pièta
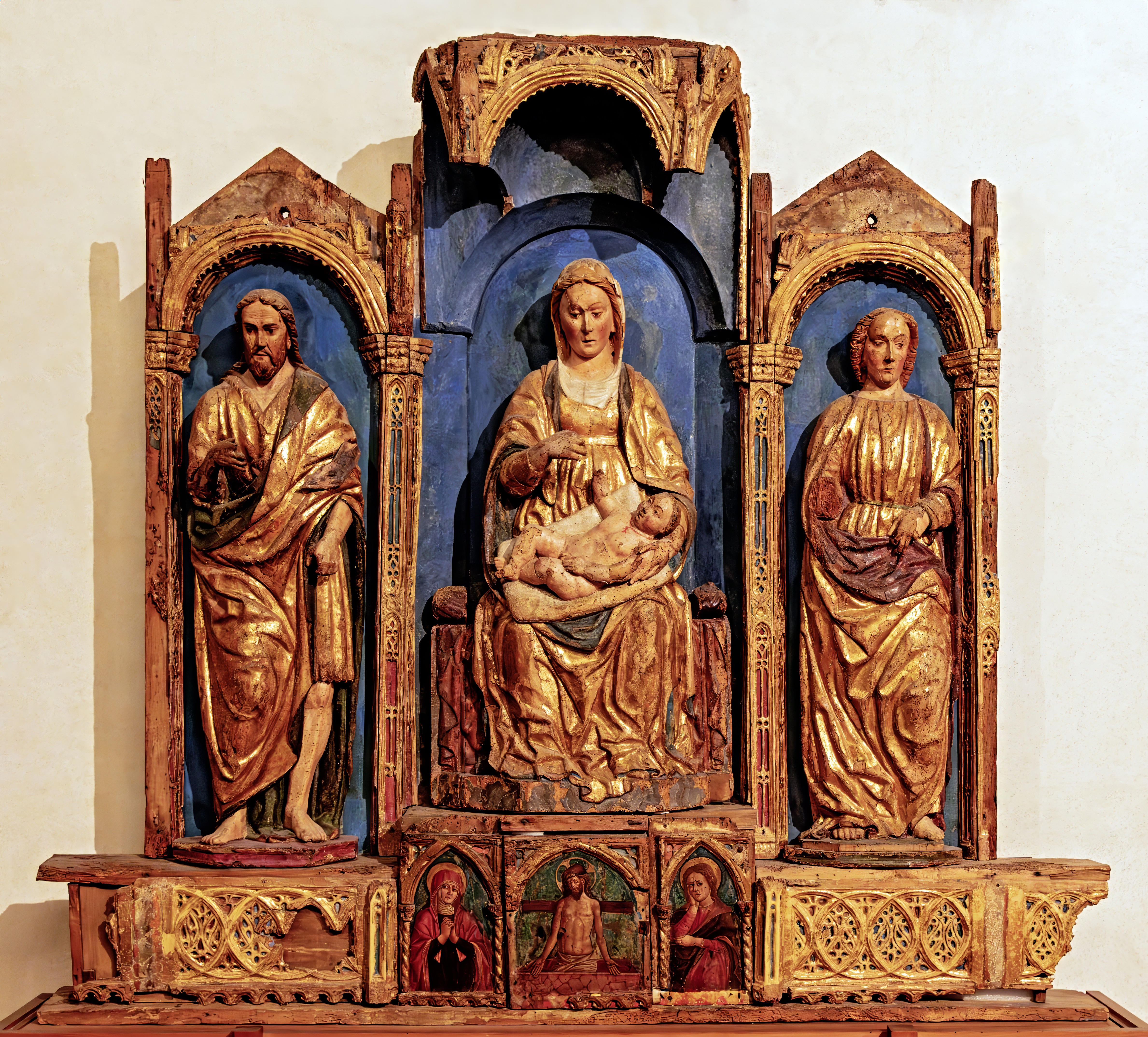
Madone trônant avec l'Enfant entre saint Jean-Baptiste et saint Thomas - Andrea Bellunello
Frontal Corpus Domini [10]
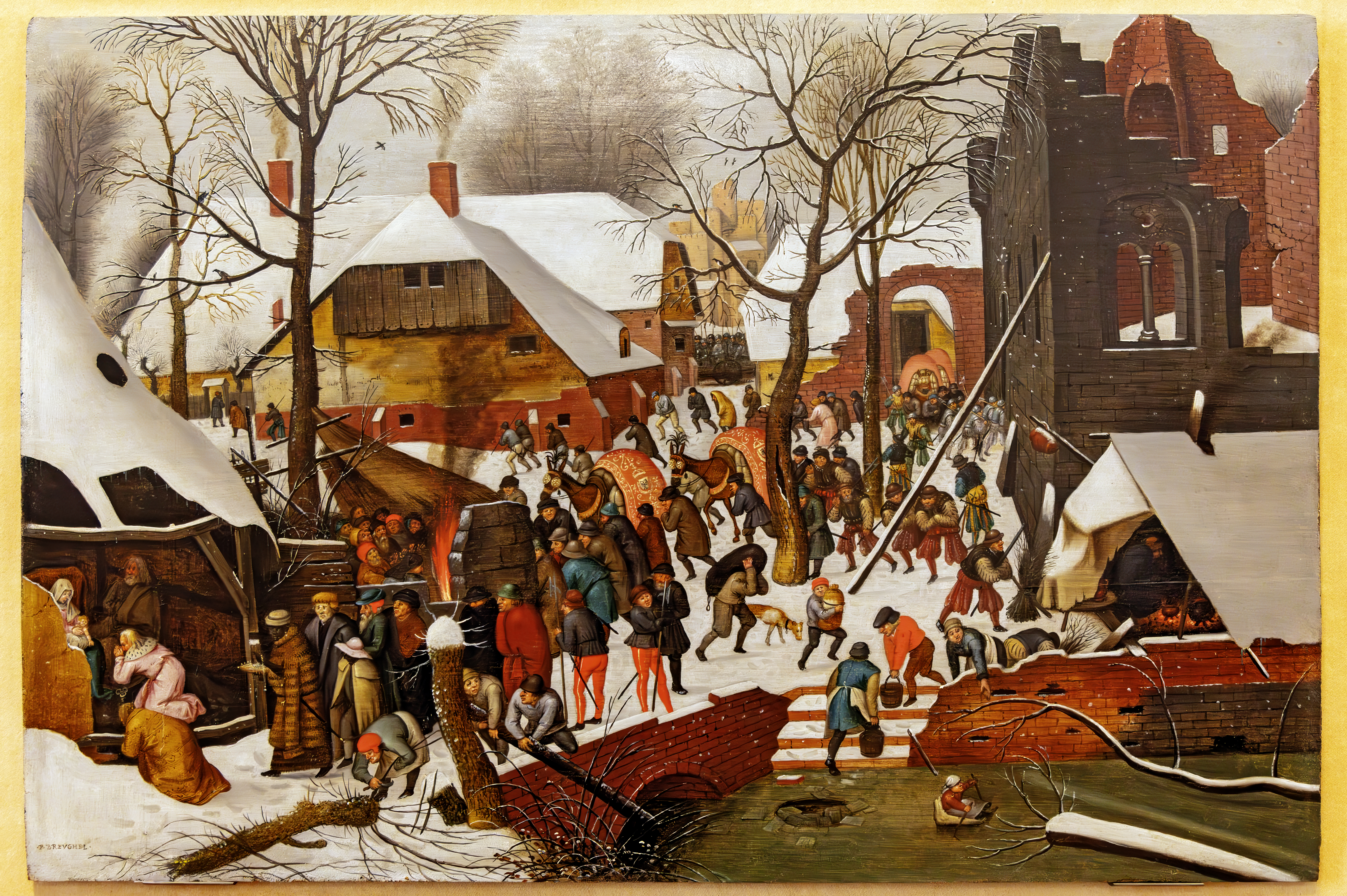
Adoration des Mages sous la neige Pieter Brueghel le Jeune
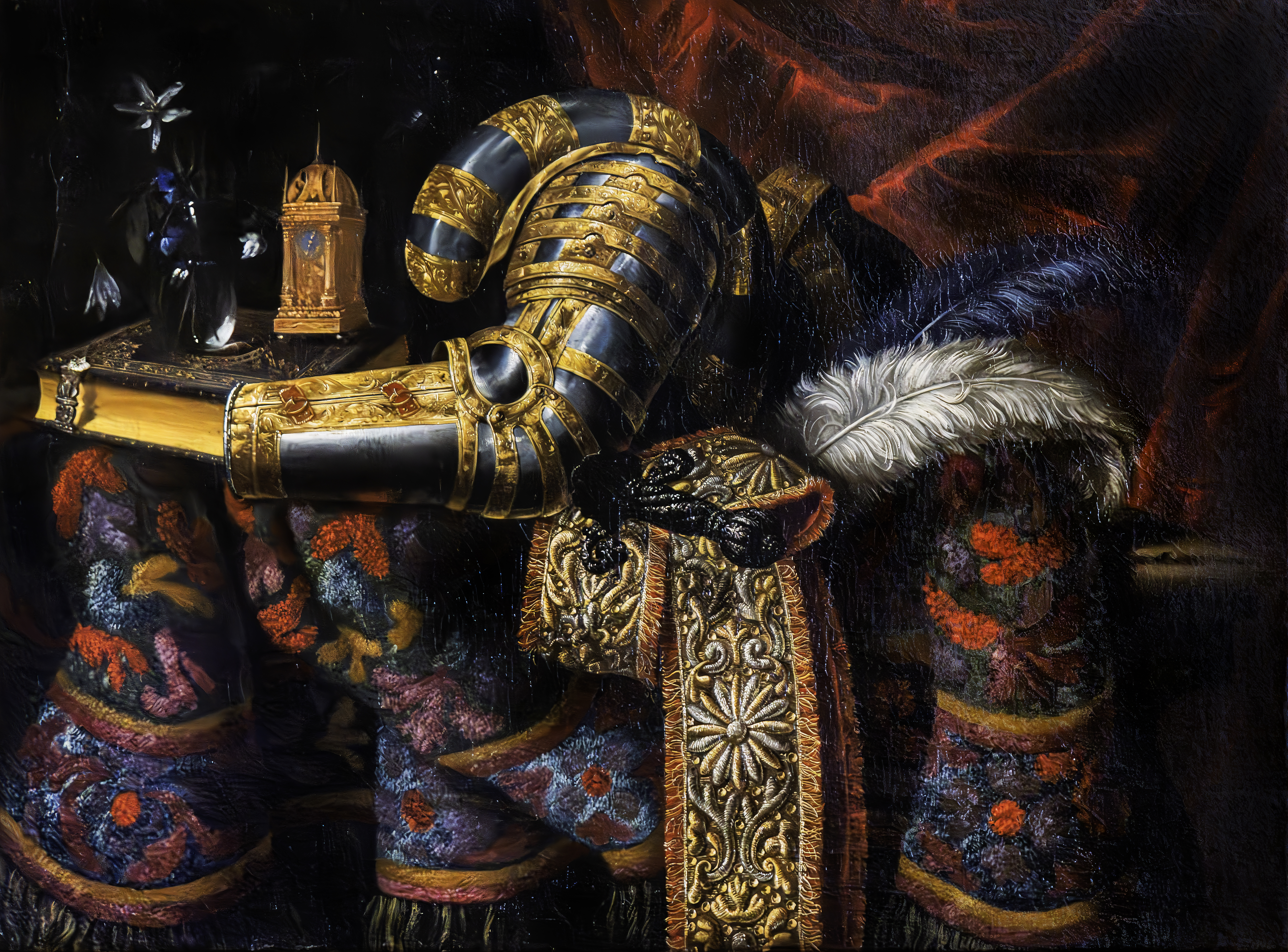
Nature morte avec armure Francesco Noletti
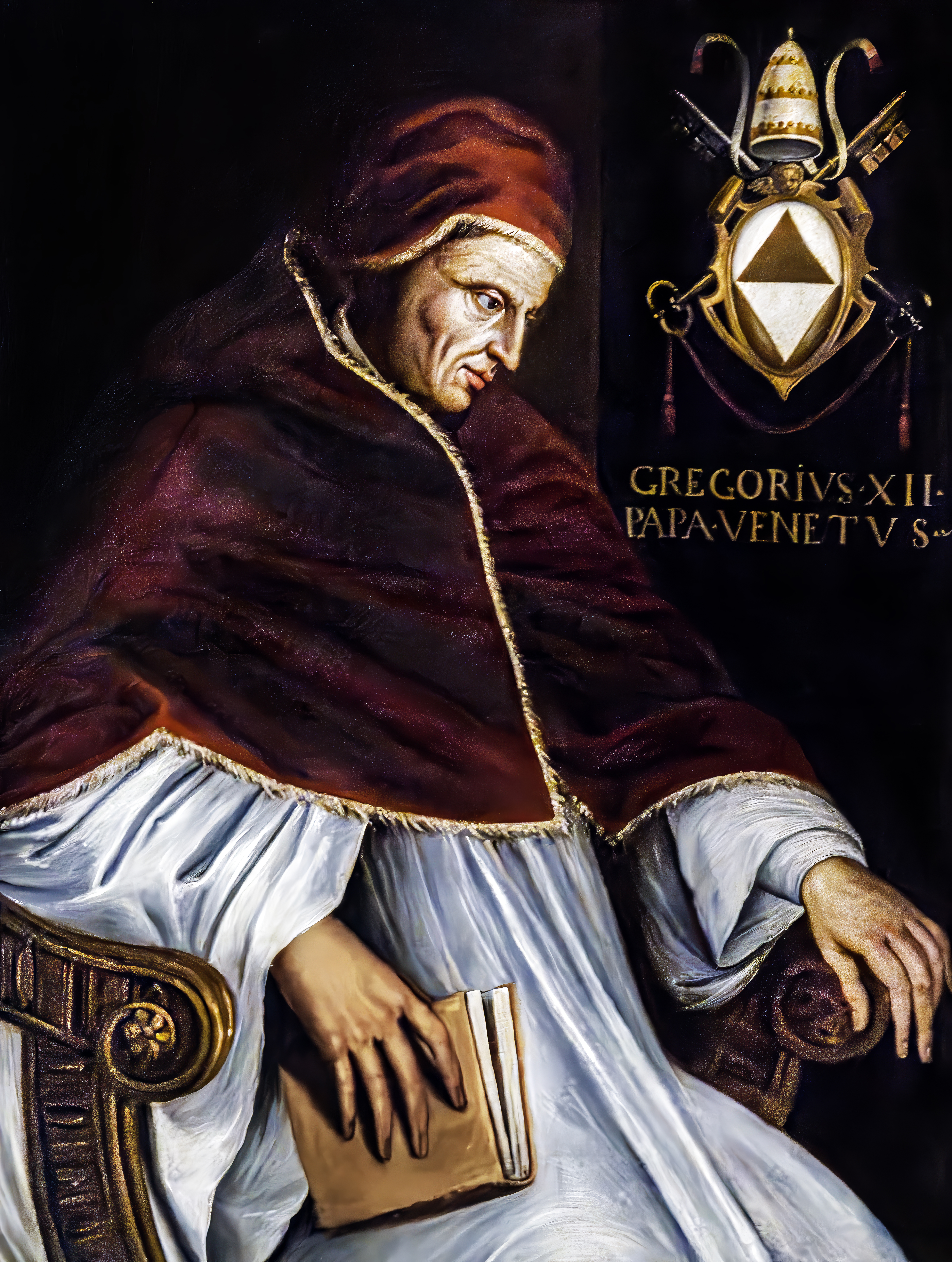
Portrait du pape Grégoire XII (Angelo Correr)
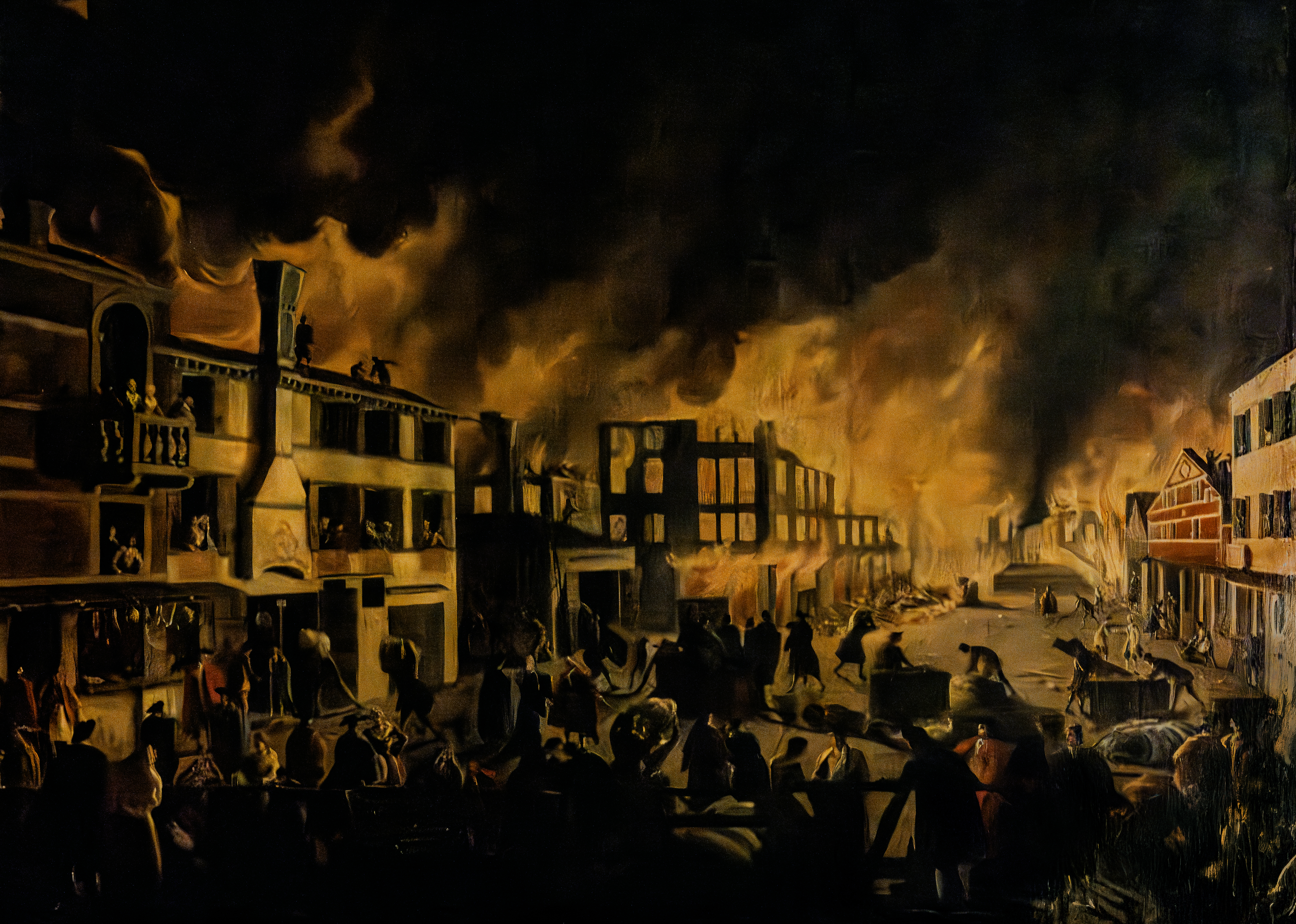
Incendie du dépôt d'huile de San Marcuola 1789
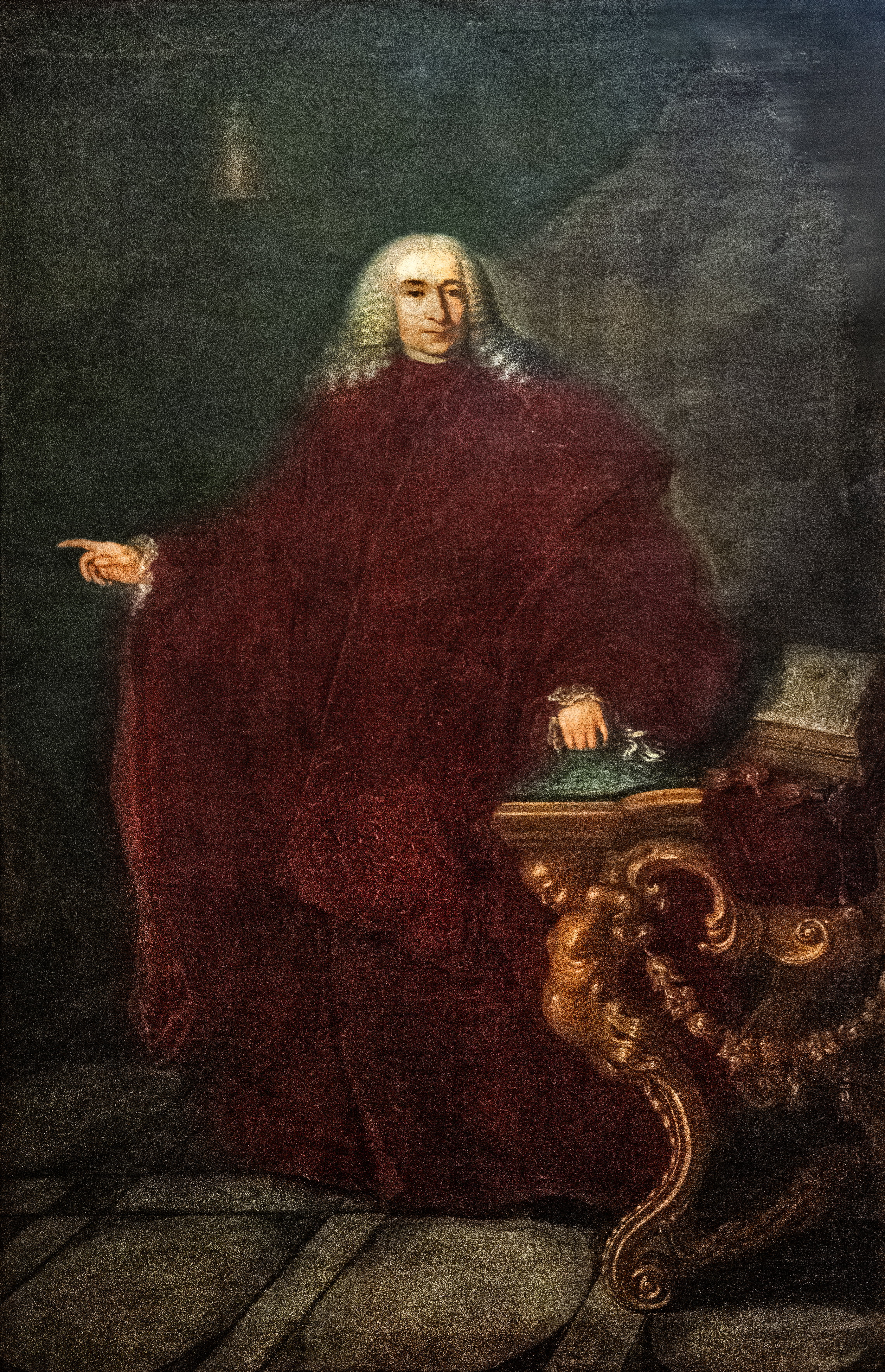
Portrait d'un magistrat - Bartolomeo Nazari
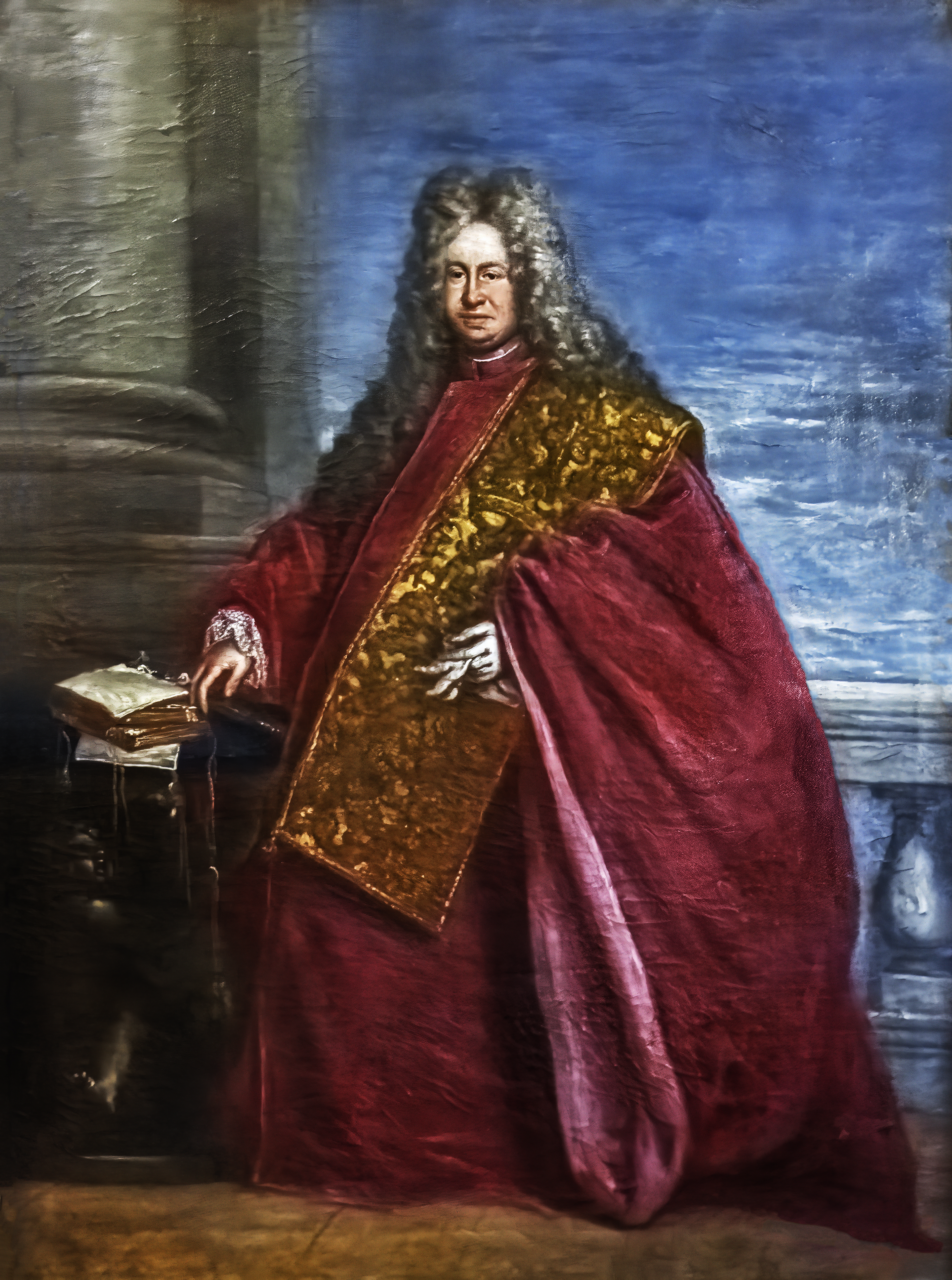
Portrait d'Angelo Correr
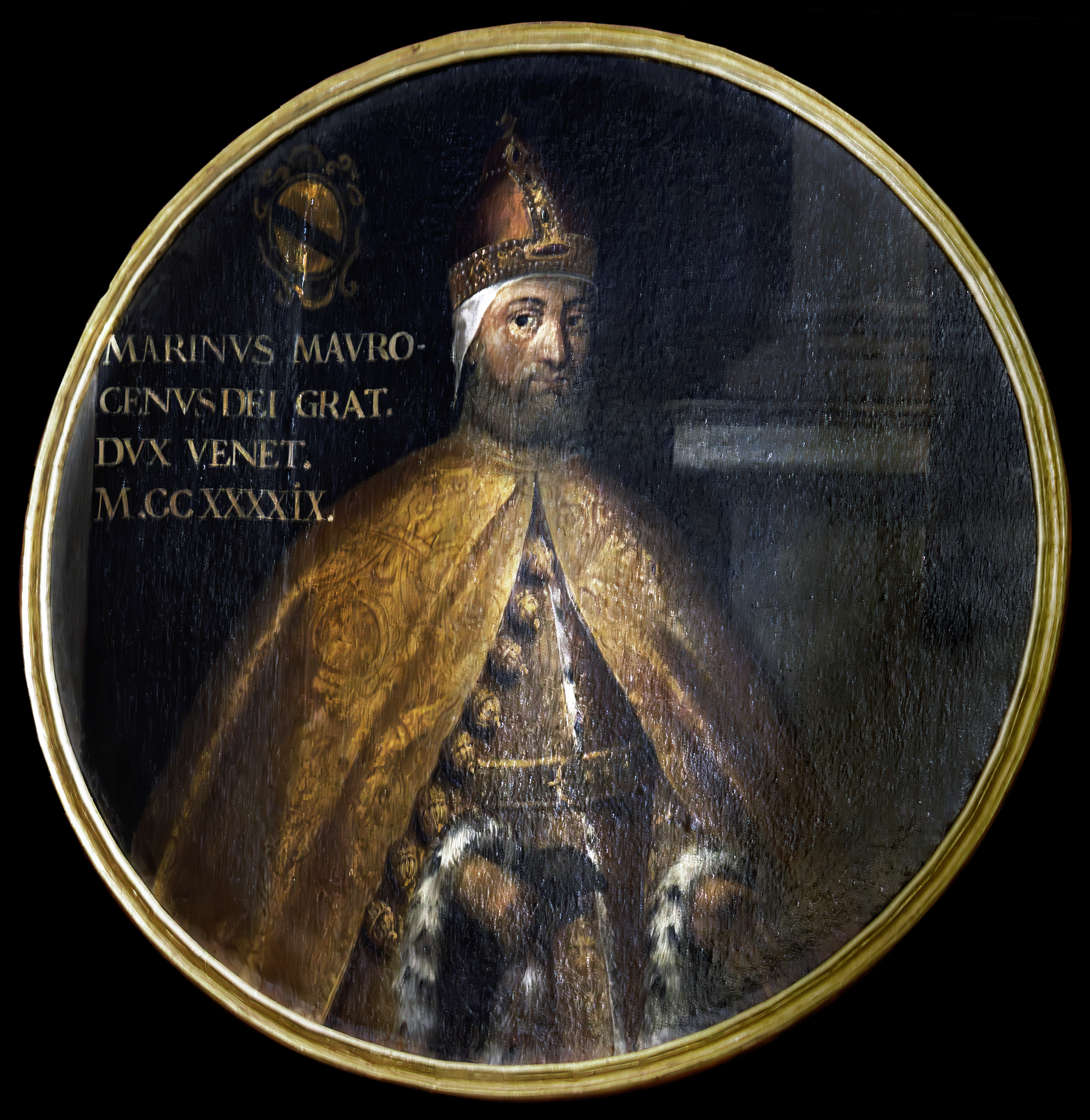
Portrait du Doge Marino Morosini  Travail vénitien du XVIIe
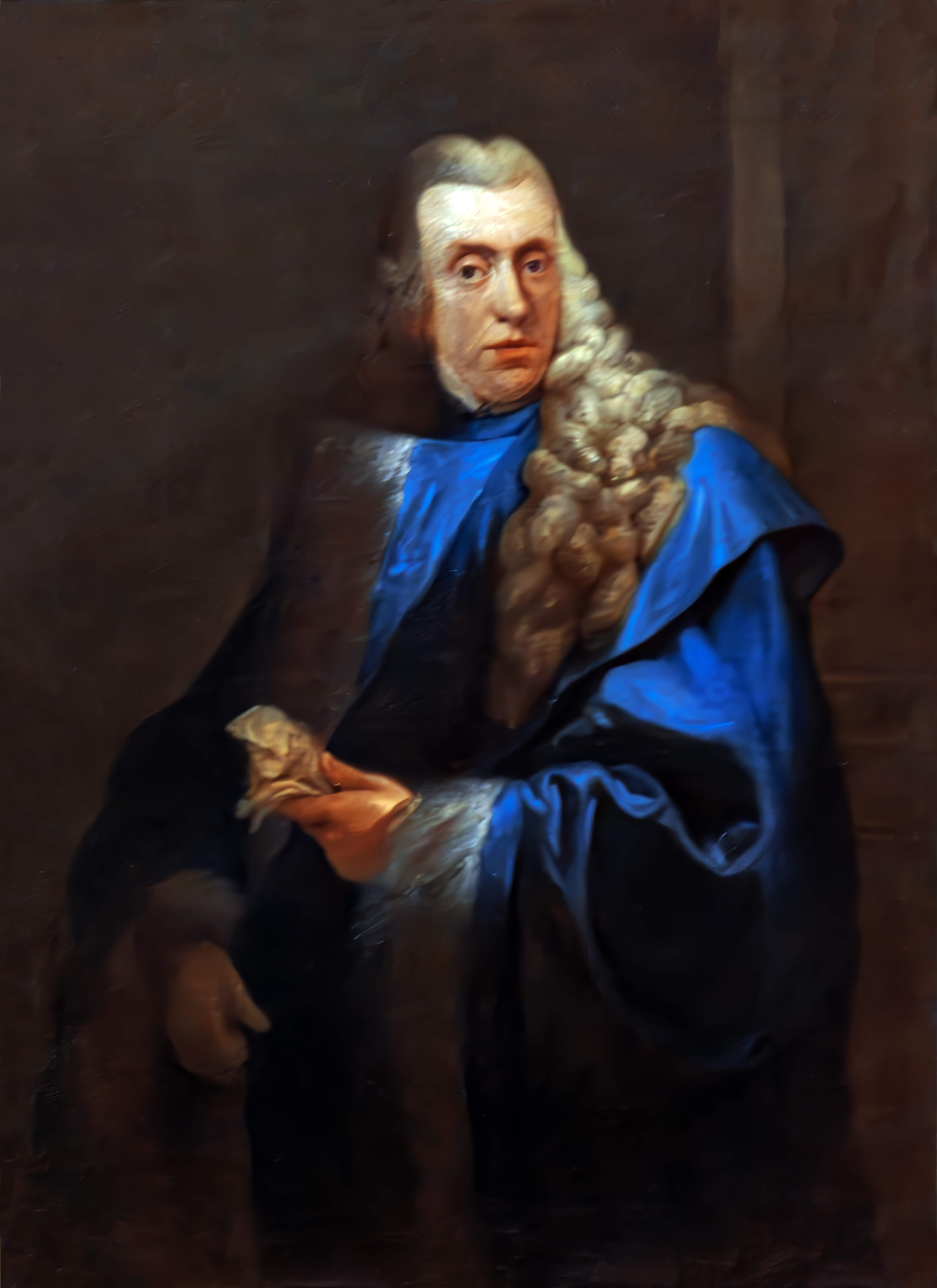
Portrait de Marcantonio Michiel 1795
Portrait de Domenico Pizzamano par Alessandro Longhi[18]
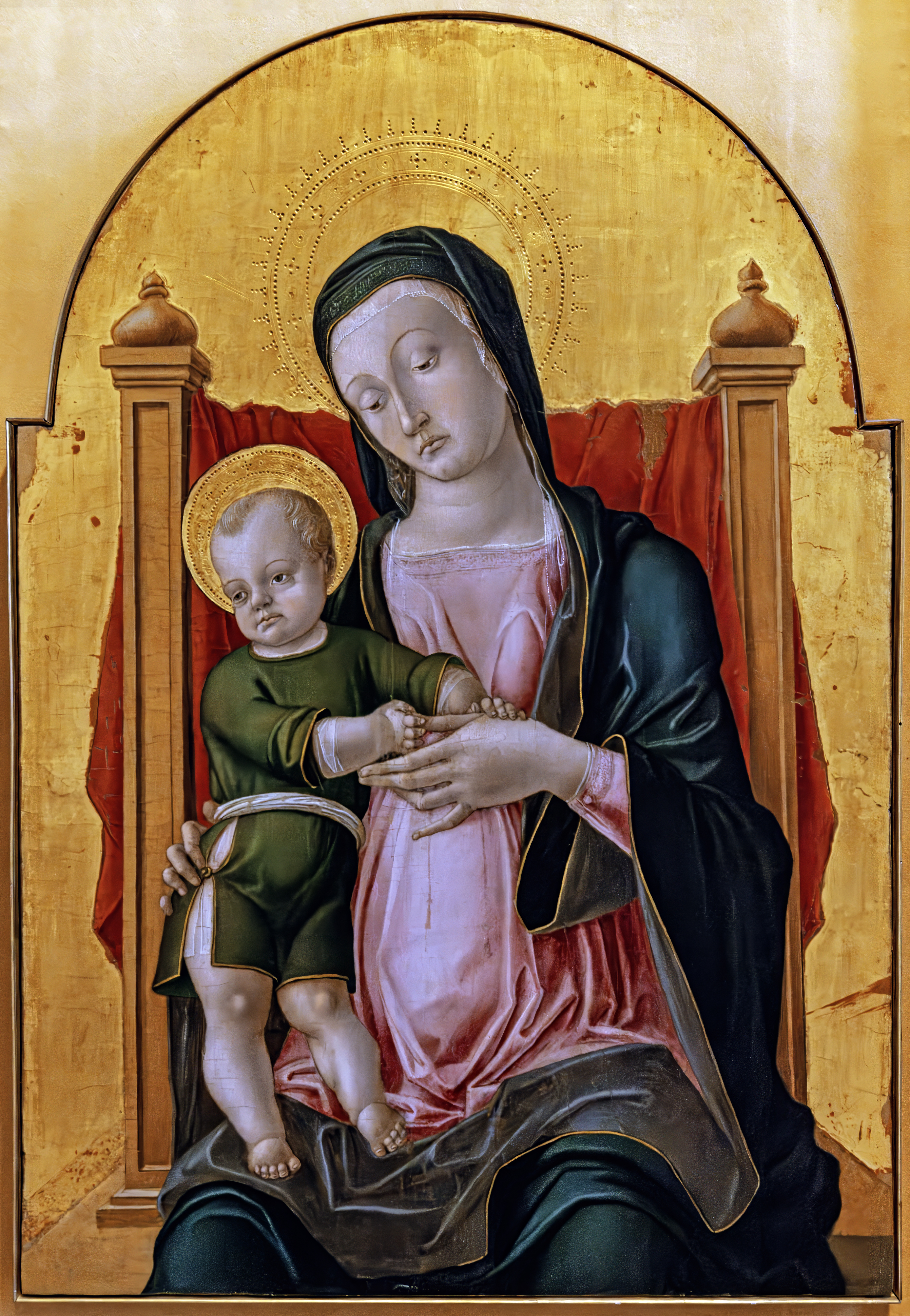
Vierge à l'Enfant par  Bartolomeo Vivarini

## Culture vénitienne
Vingt salles illustrent la vie et la culture de la république de Venise à travers les siècles, lors de son indépendance et de sa grandeur politique.

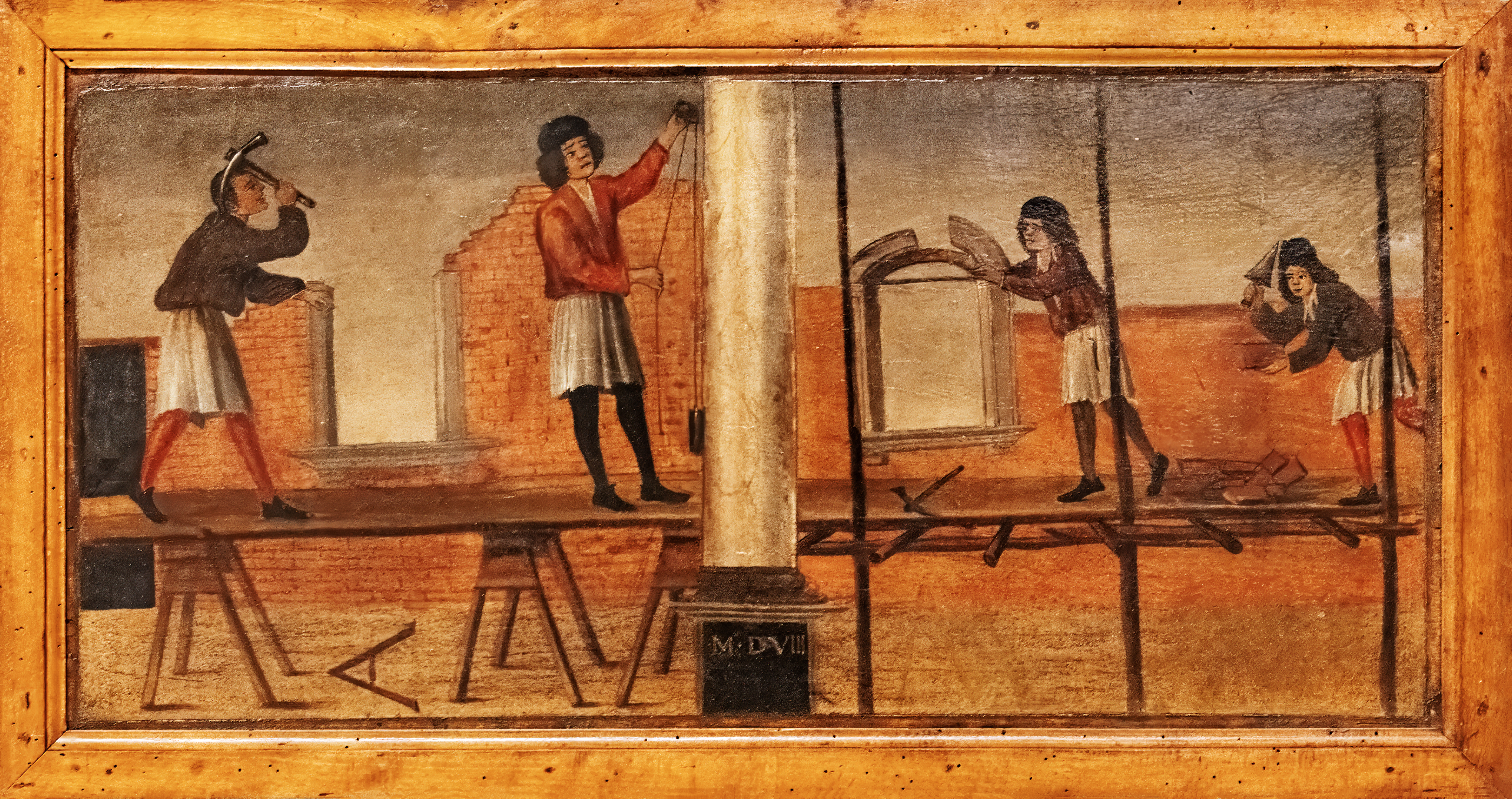
Enseigne de l'art des maçons, 1508
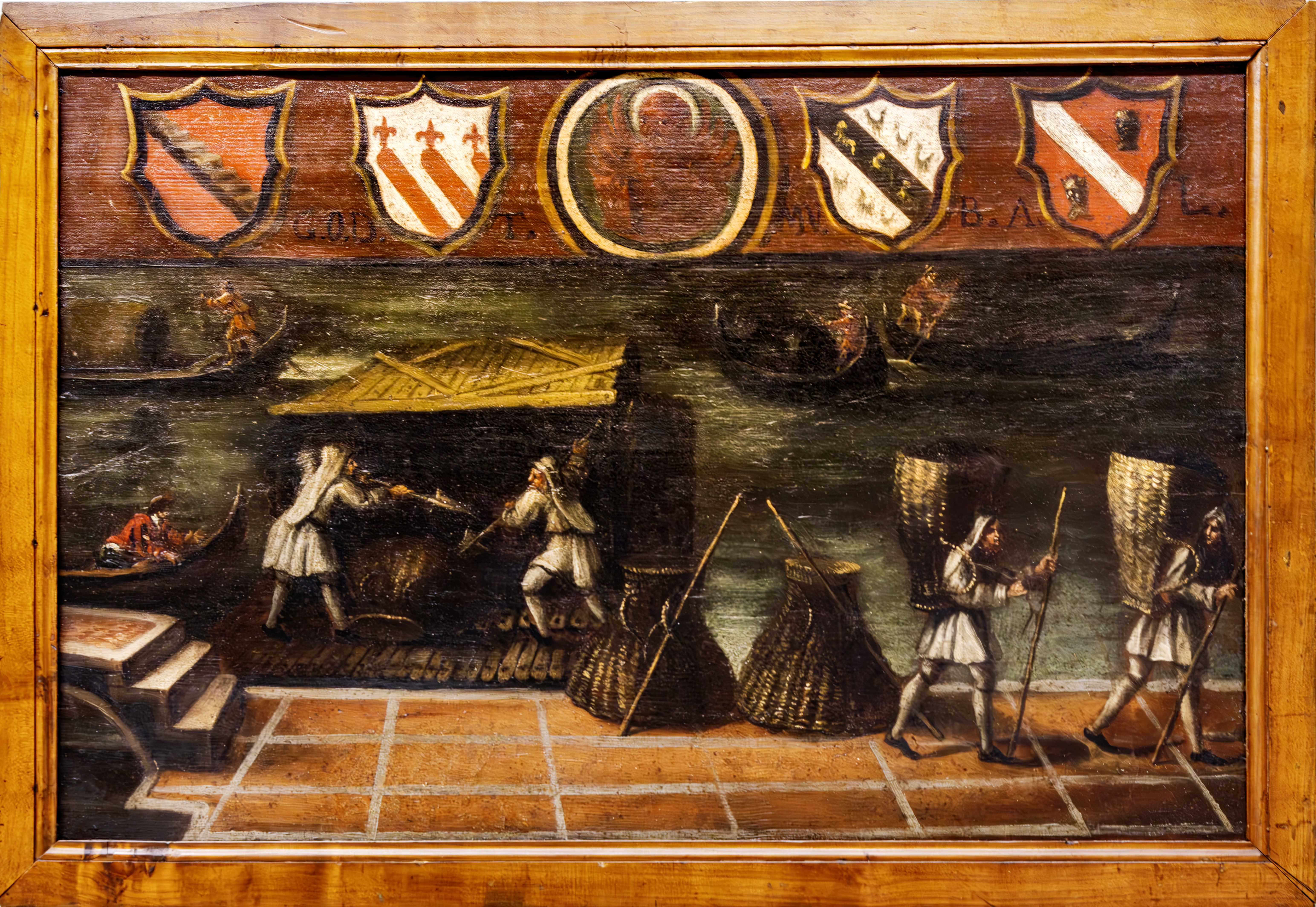
Enseigne de l'art des charbonniers, 1516
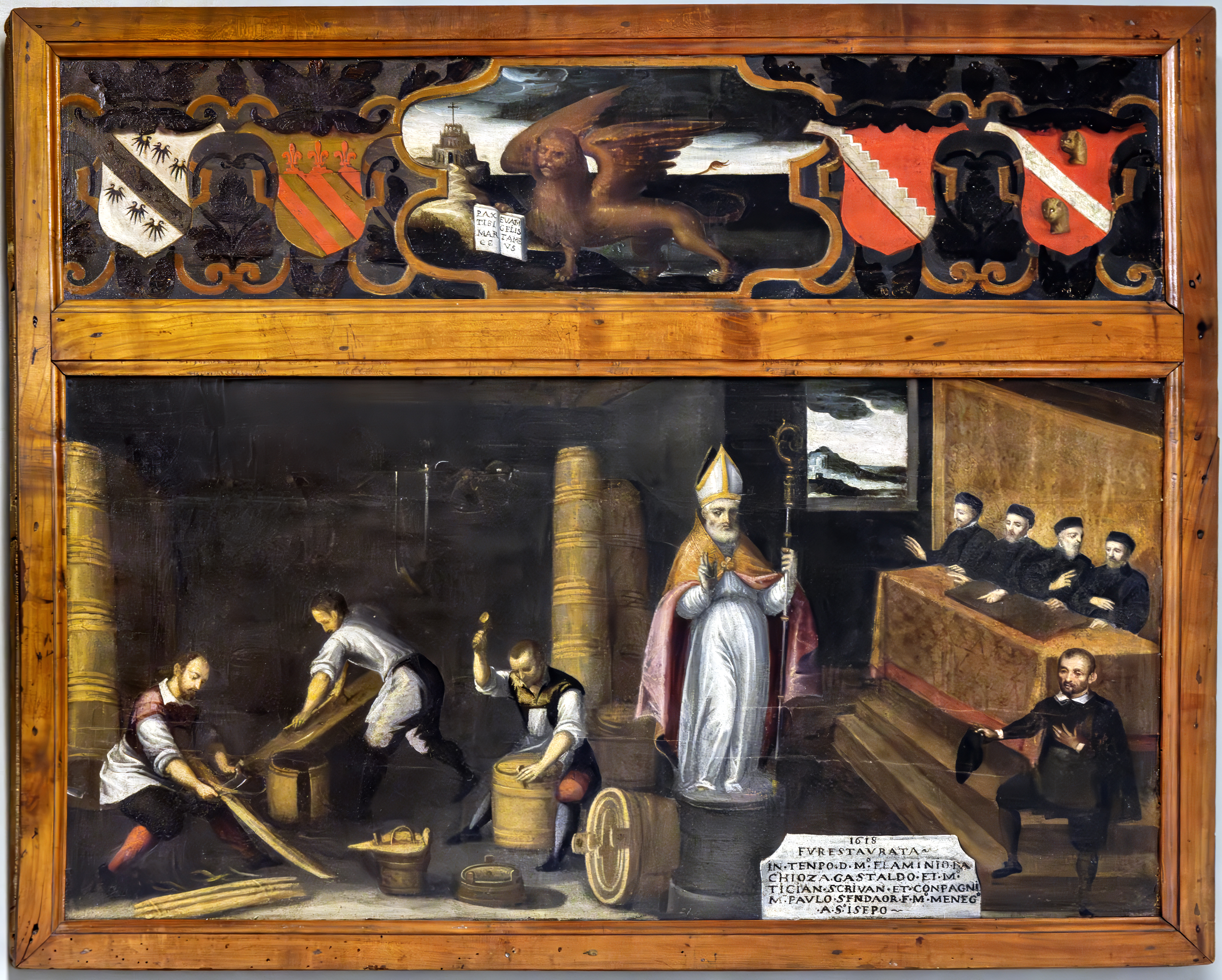
Enseigne de l'art des Barileri (fabricants de seaux), 1516
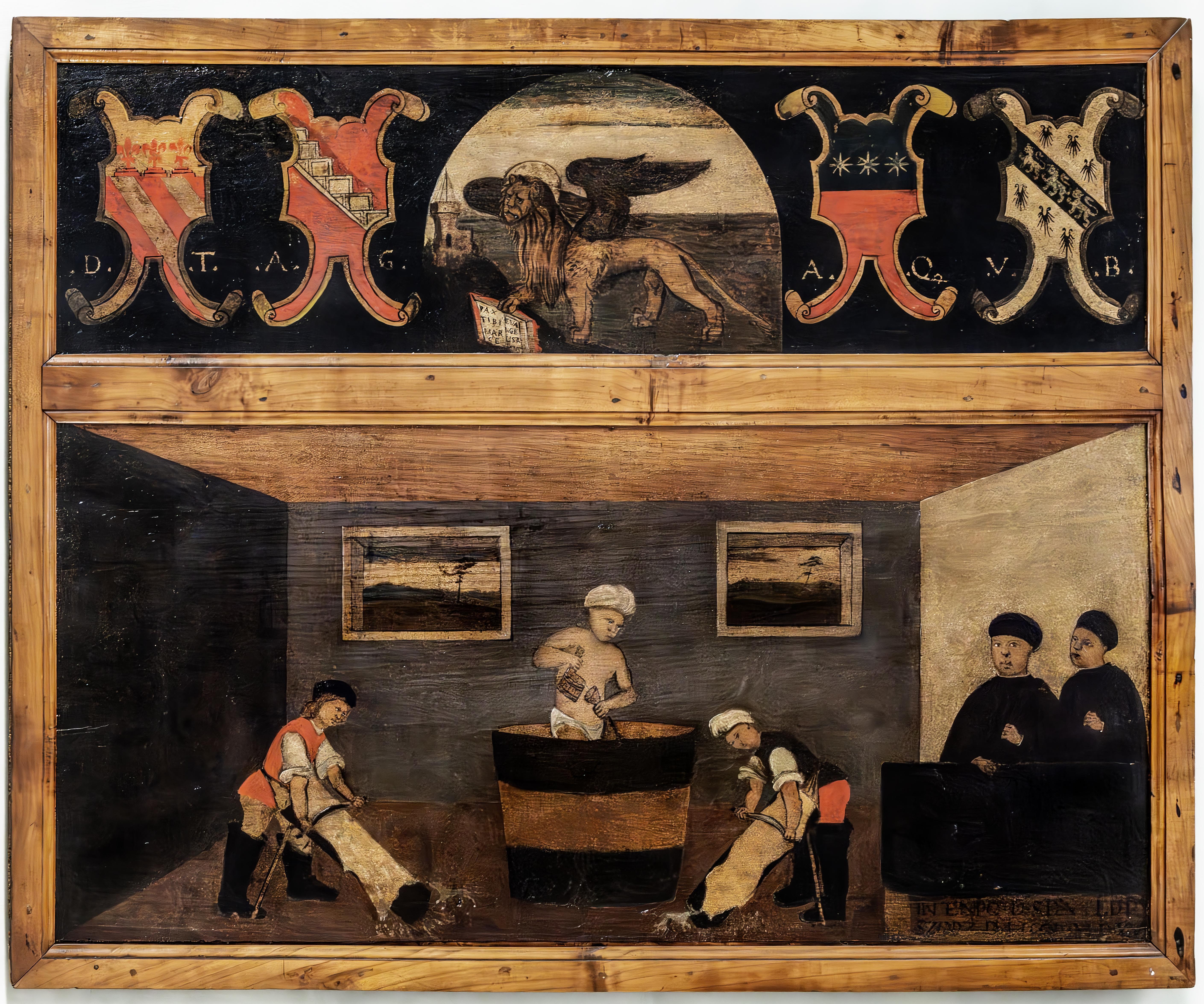
Enseigne de l'art des Scorzeri (tanneurs), 1516
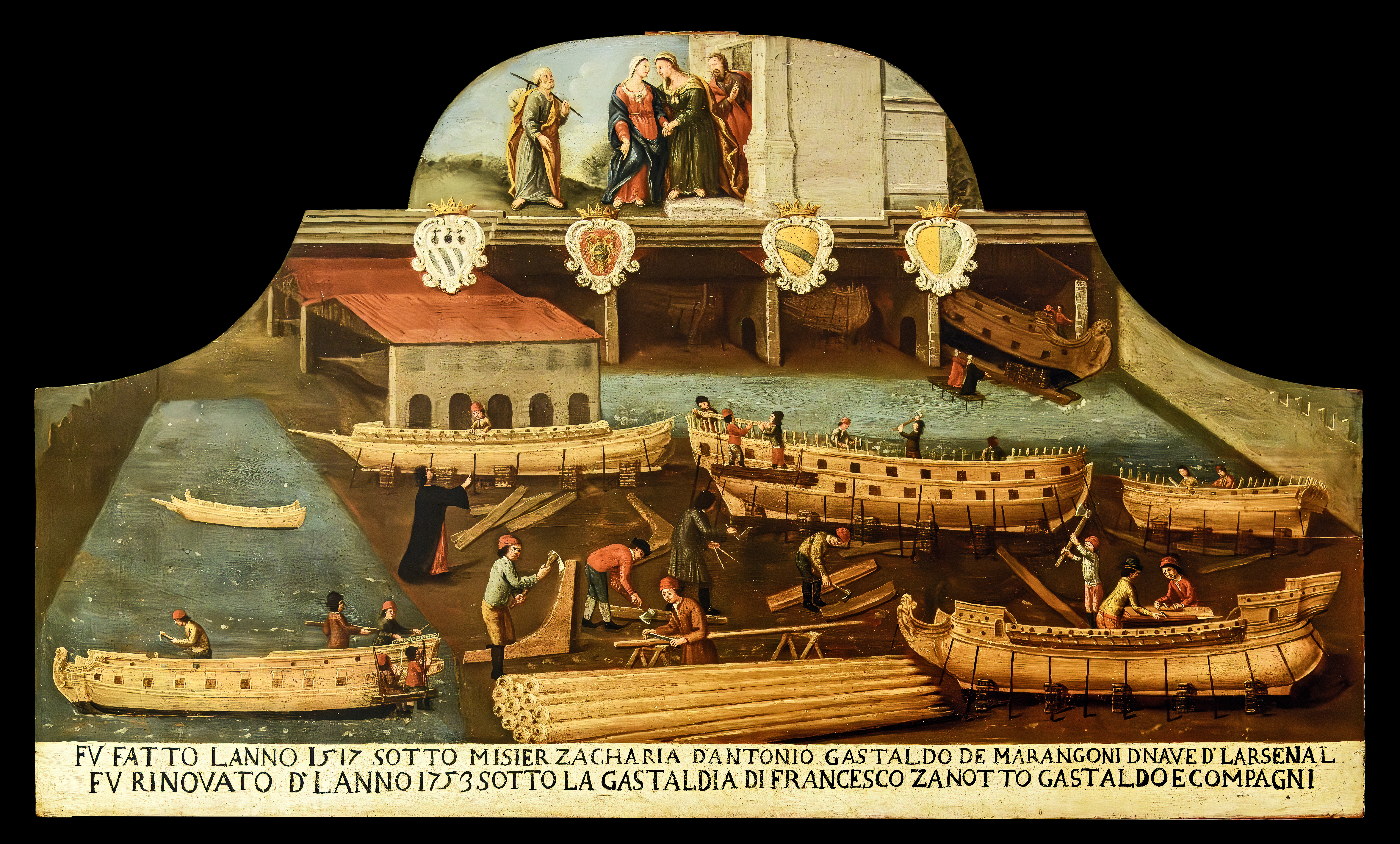
Enseigne de l'art des charpentiers de marine, 1517
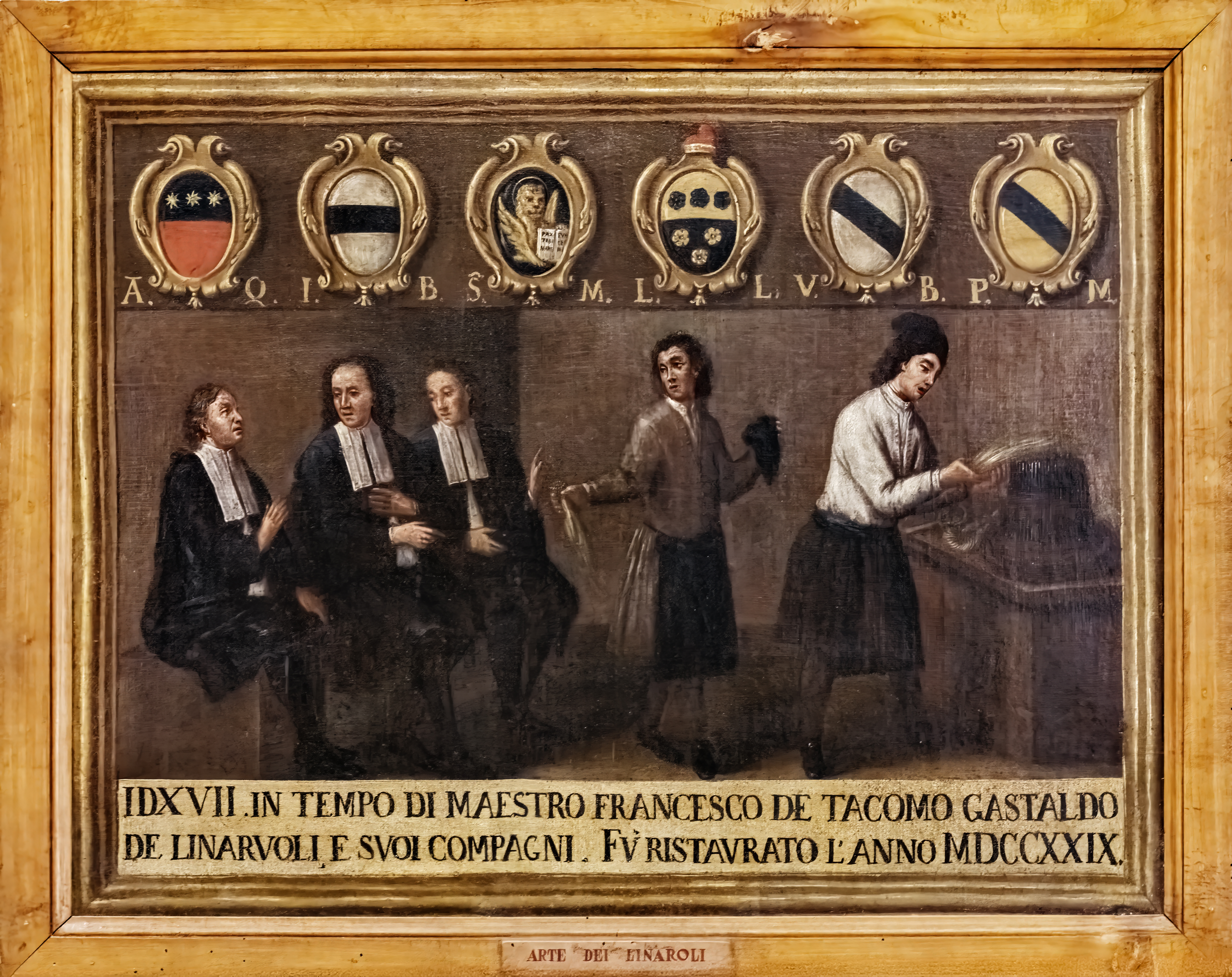
Enseigne de l'art des tisseurs de lin, 1517
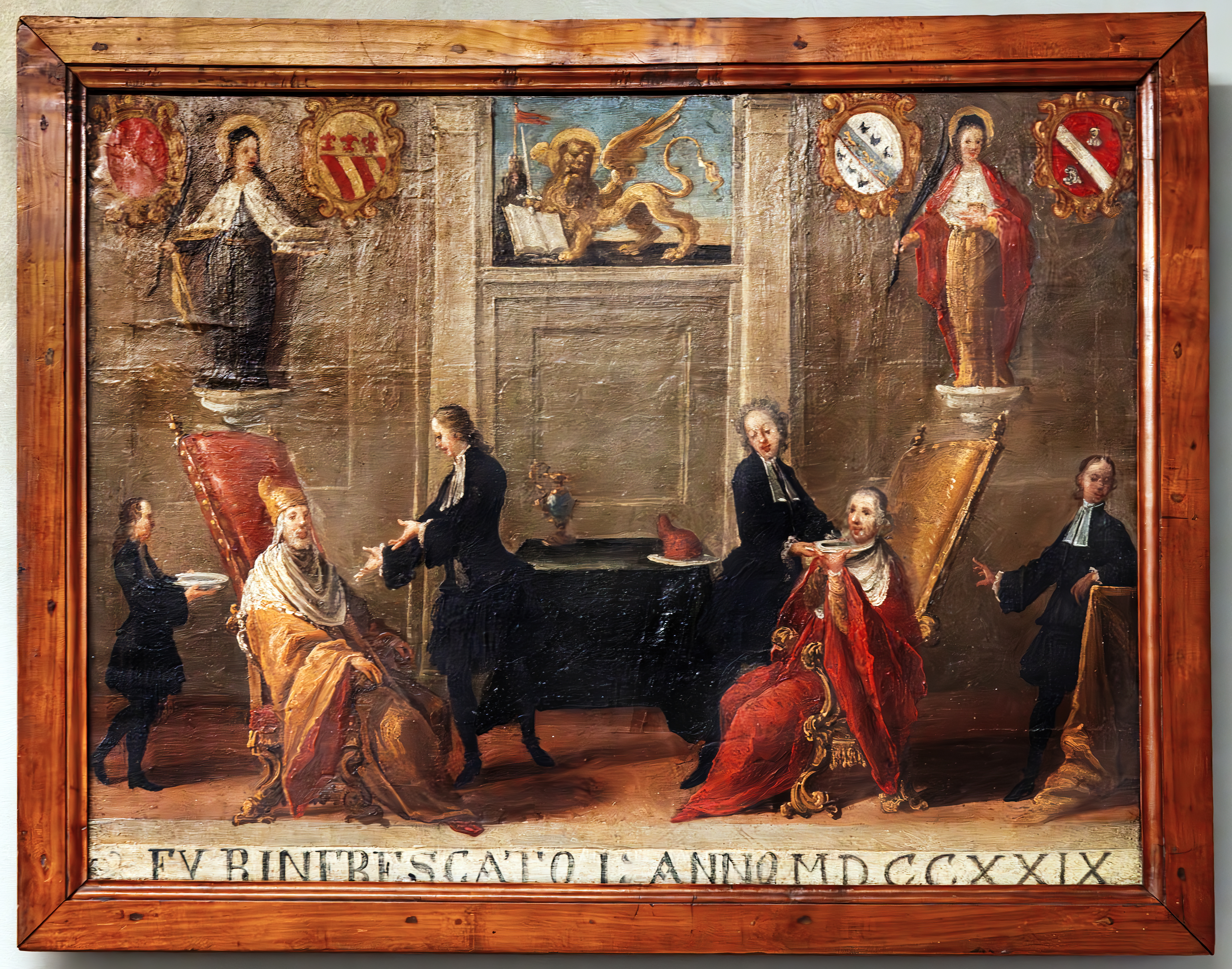
Enseigne de la guide des barbiers, 1518
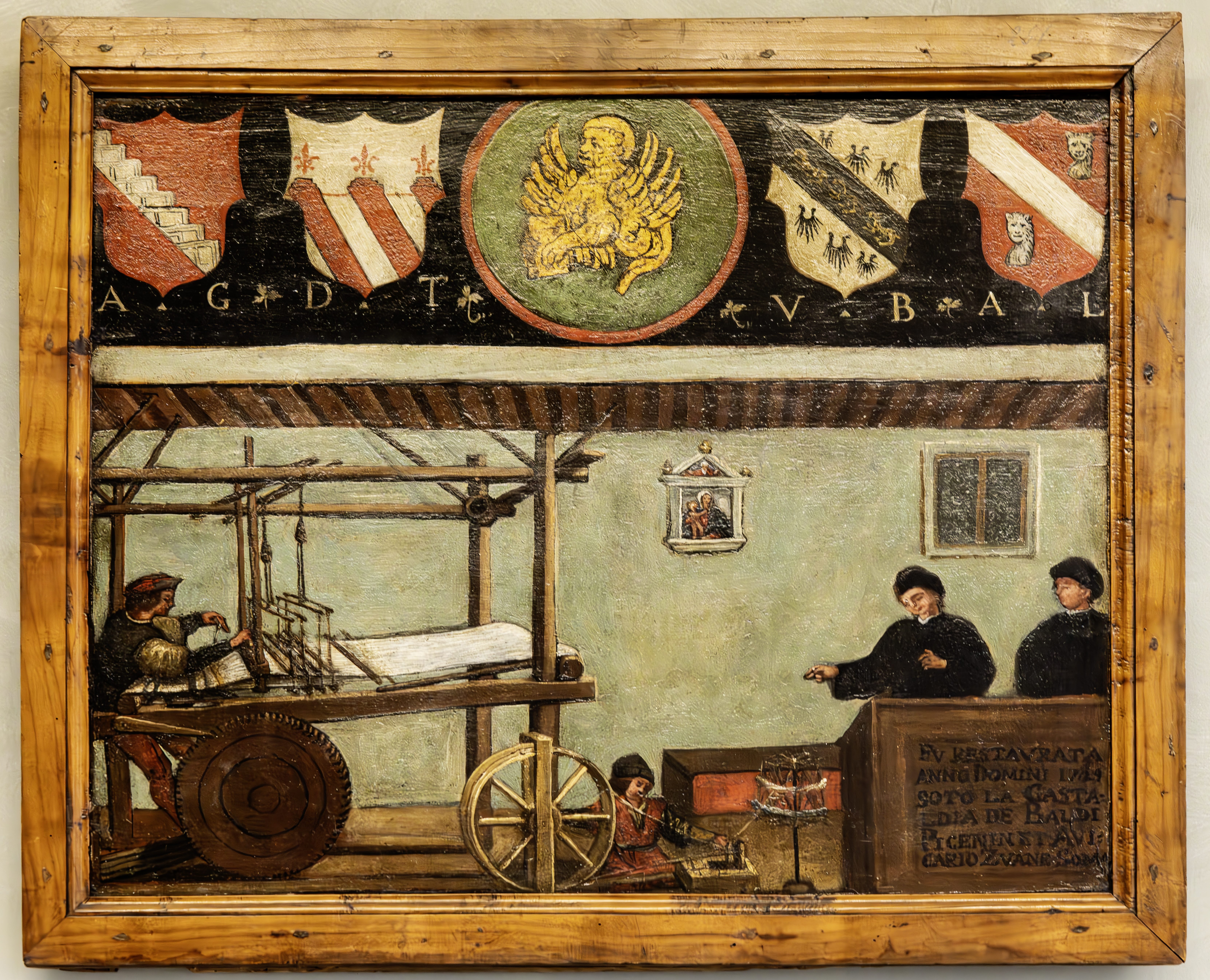
Enseigne de l'art des tisserands de soie, 1518
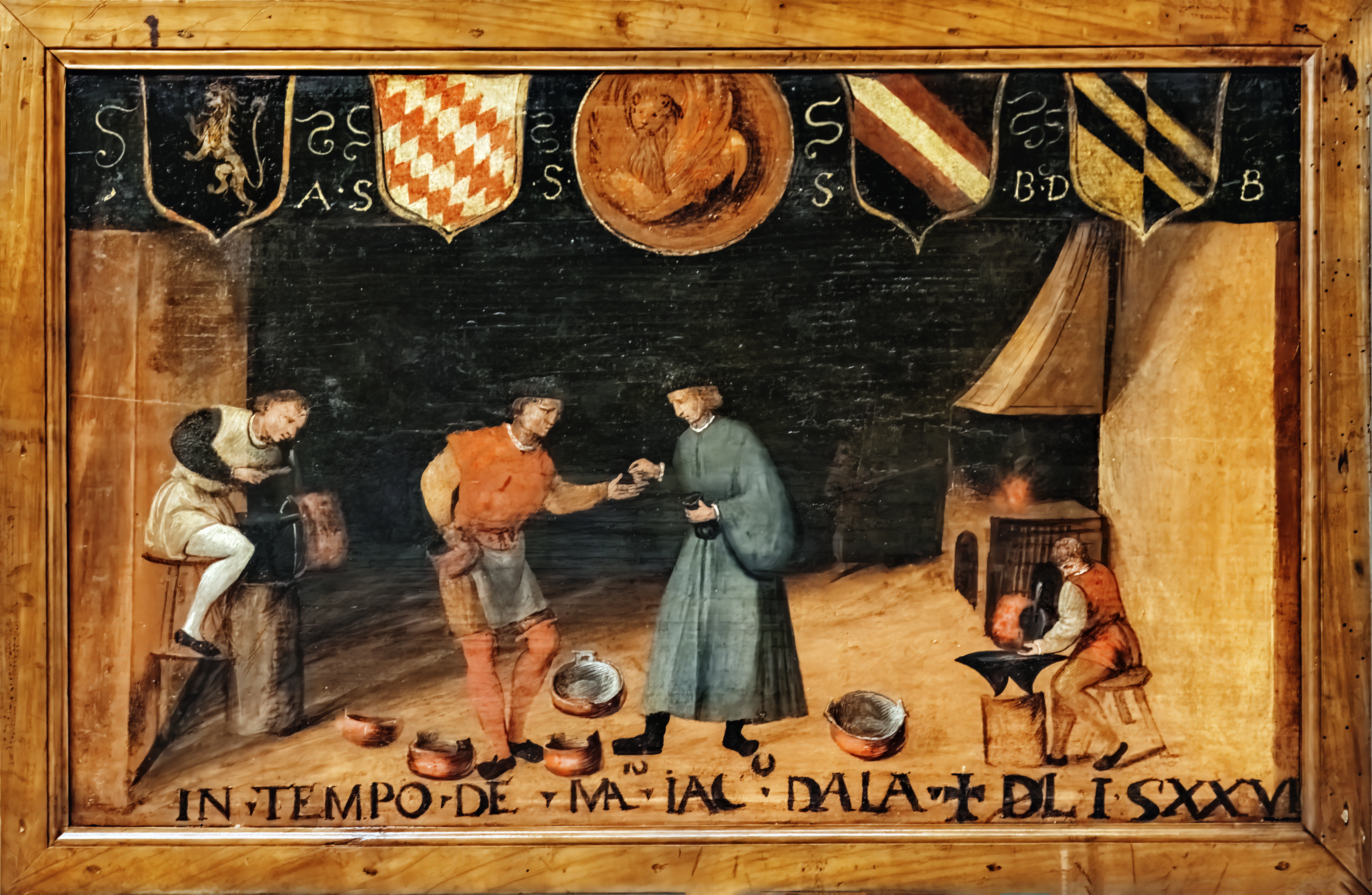
Enseigne de la guide des chaudronniers, 1526
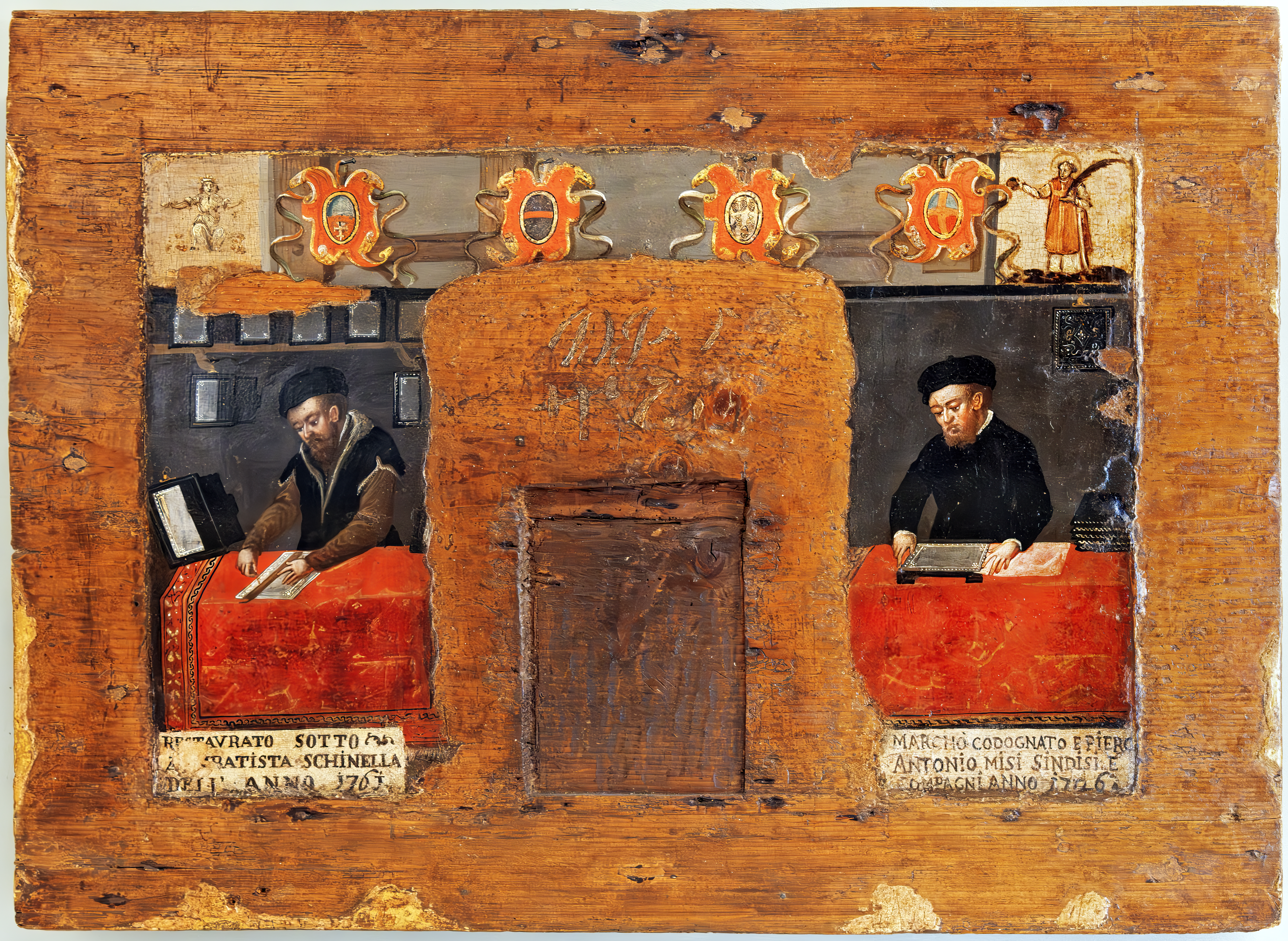
Enseigne de l'art des libraire, 1550
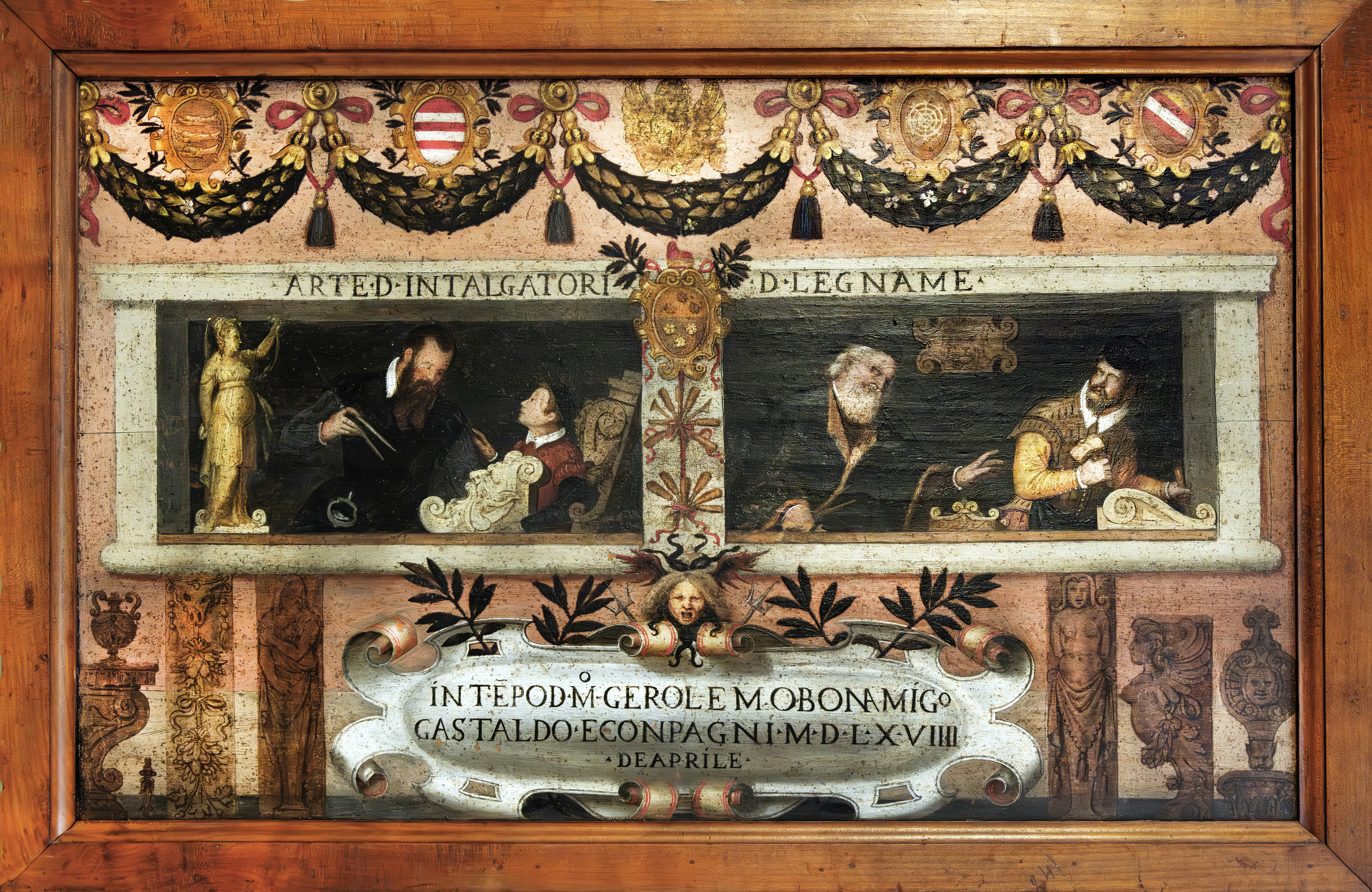
Enseigne de l'art des sculpteurs sur bois, 1569
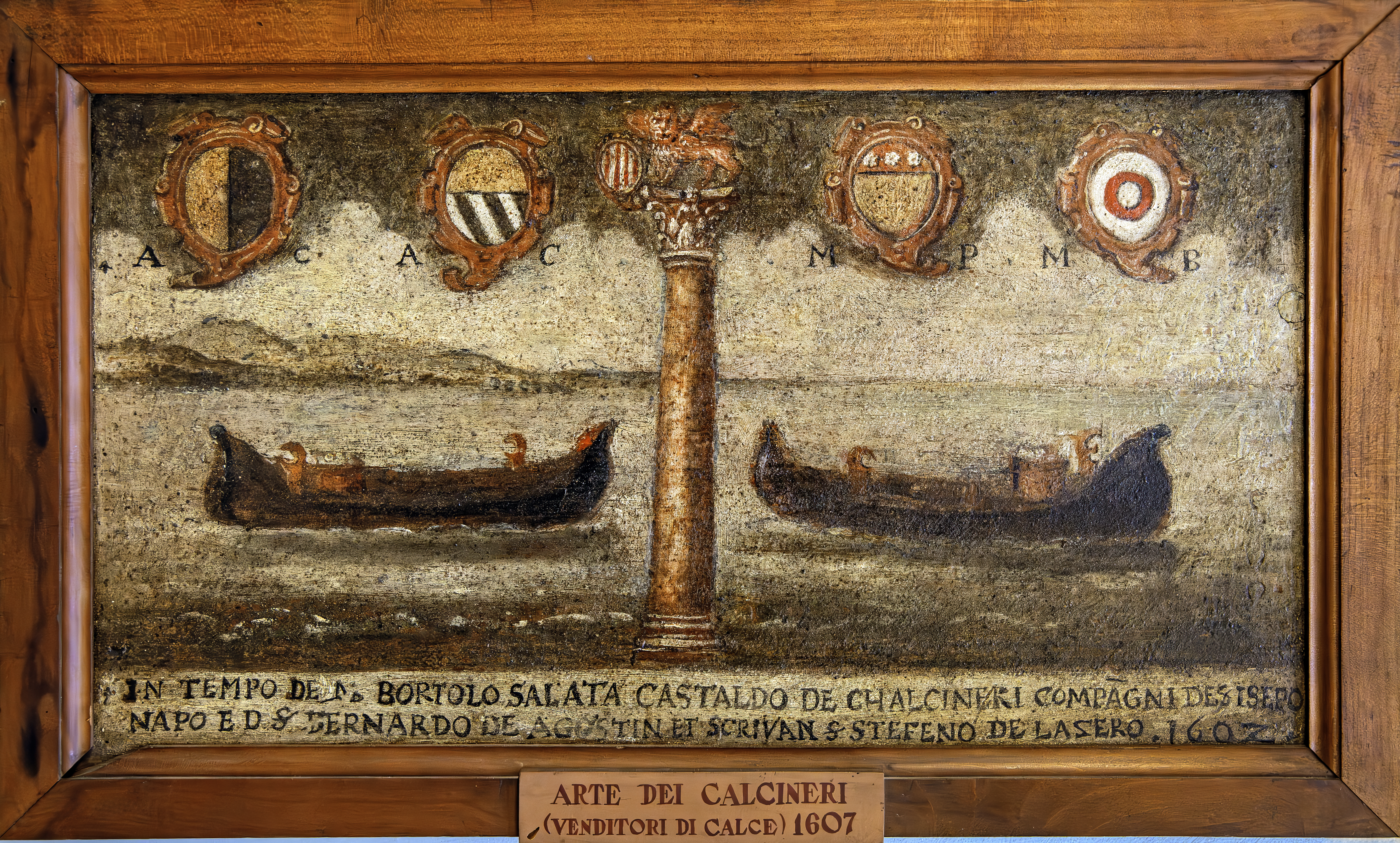
Enseigne des fabricants de chaux, 1607
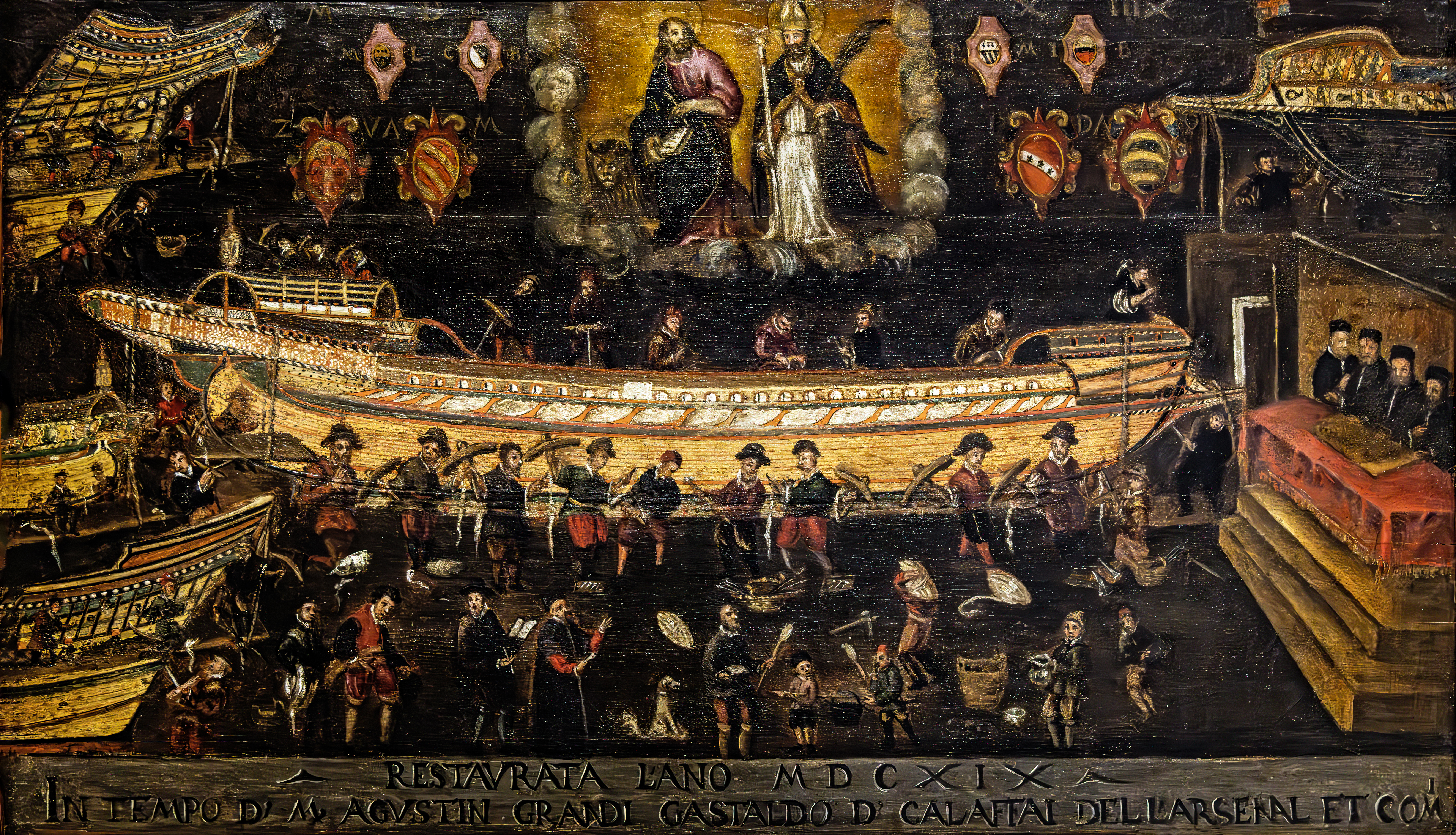
Enseigne de l'art des calfateurs d'Arsenal, 1619
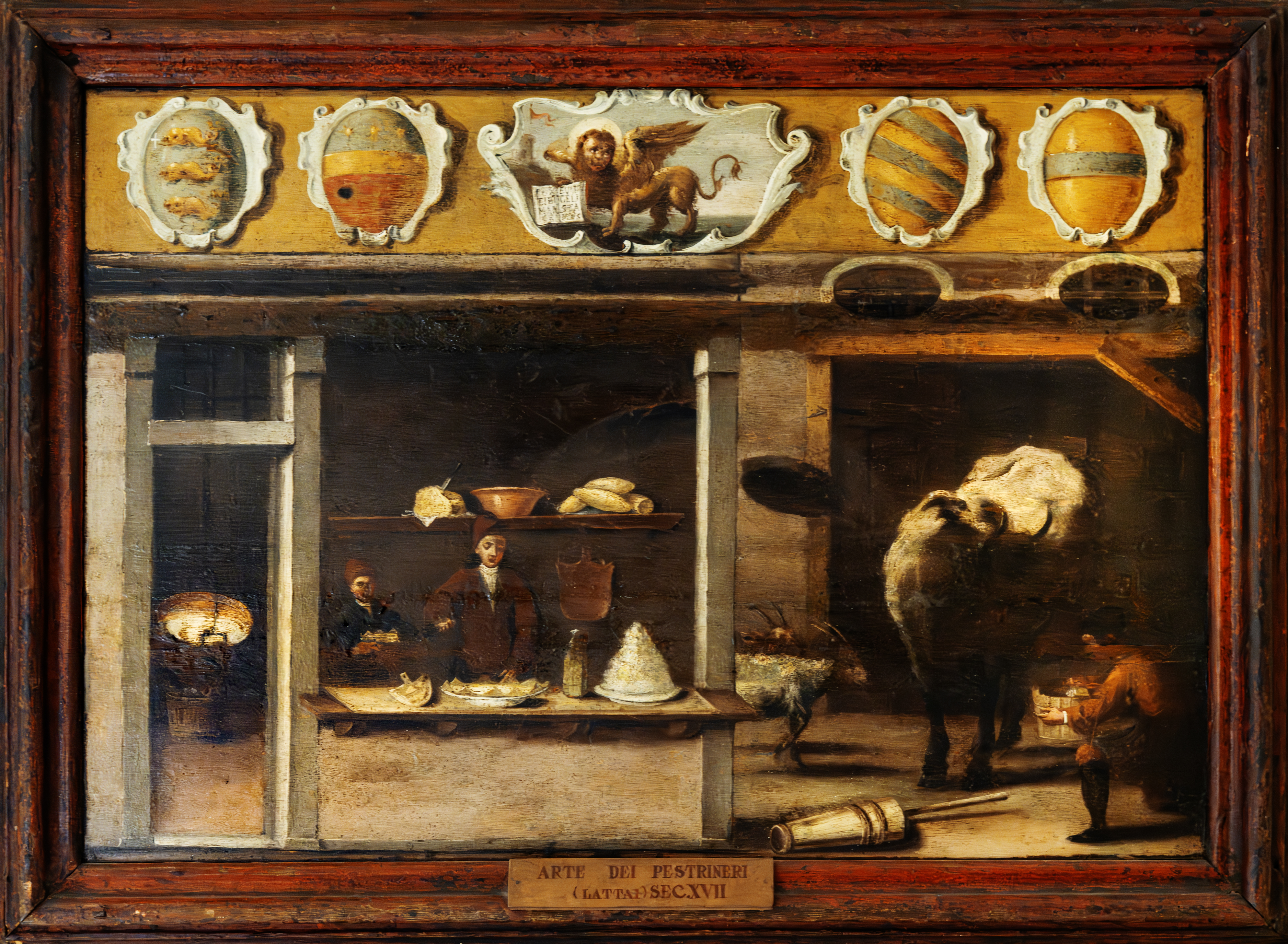
Enseigne de l'art des laitiers, 1720
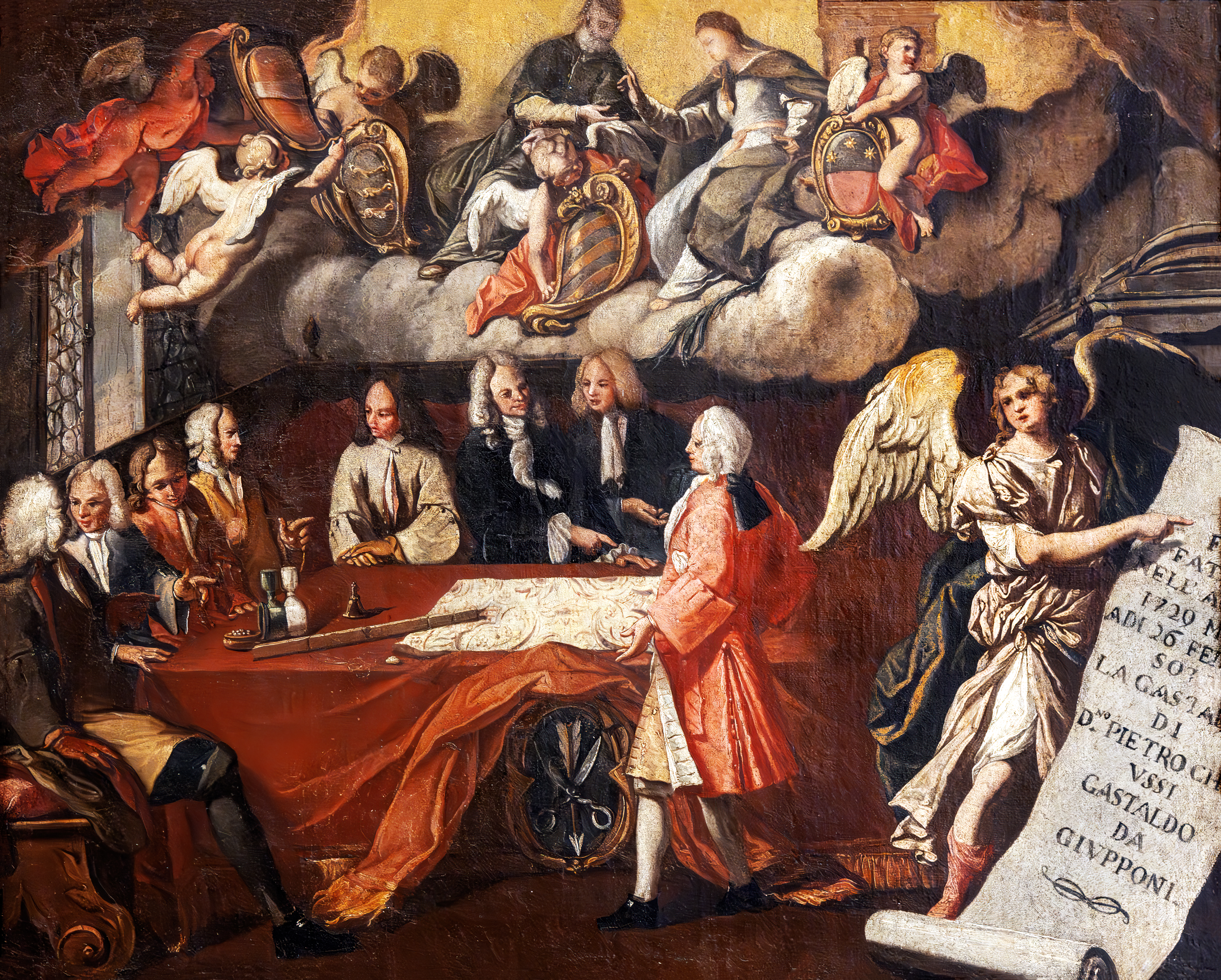
Enseigne de l'art des tailleurs pour homme, 1729
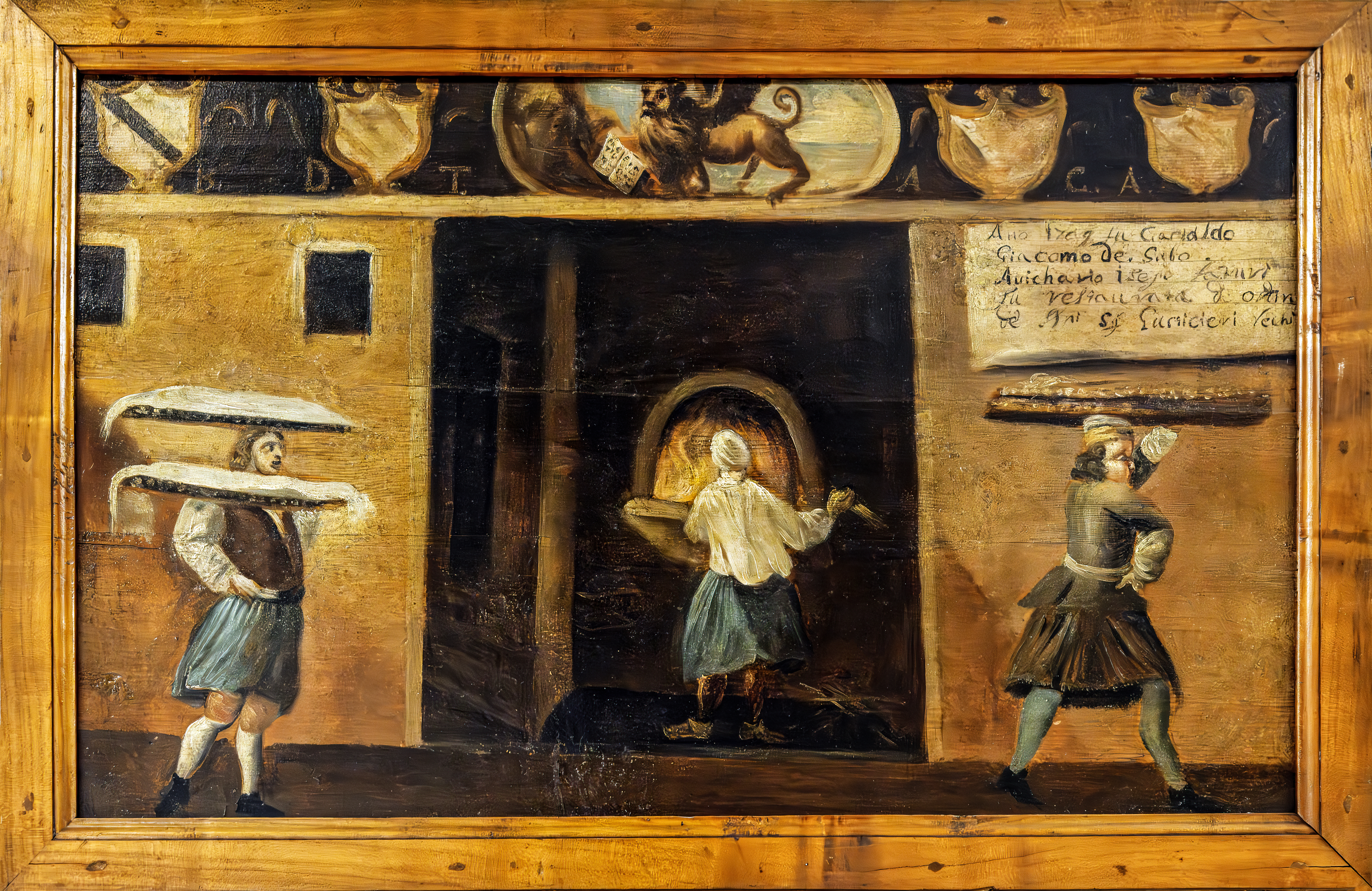
Enseigne de l'art des boulangers, 1729
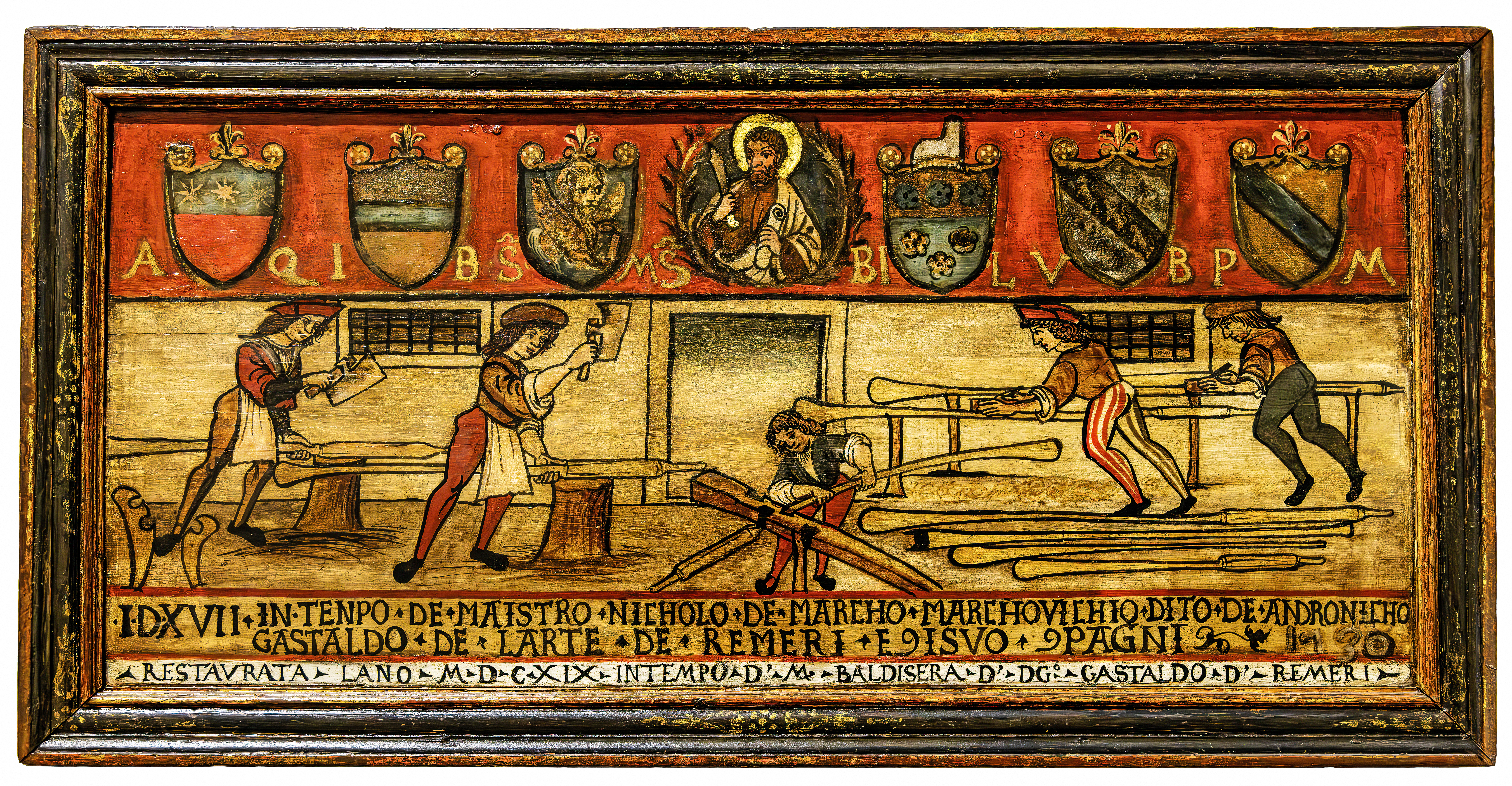
Enseigne de l'art des Remeri (fabricants de rames), 1730
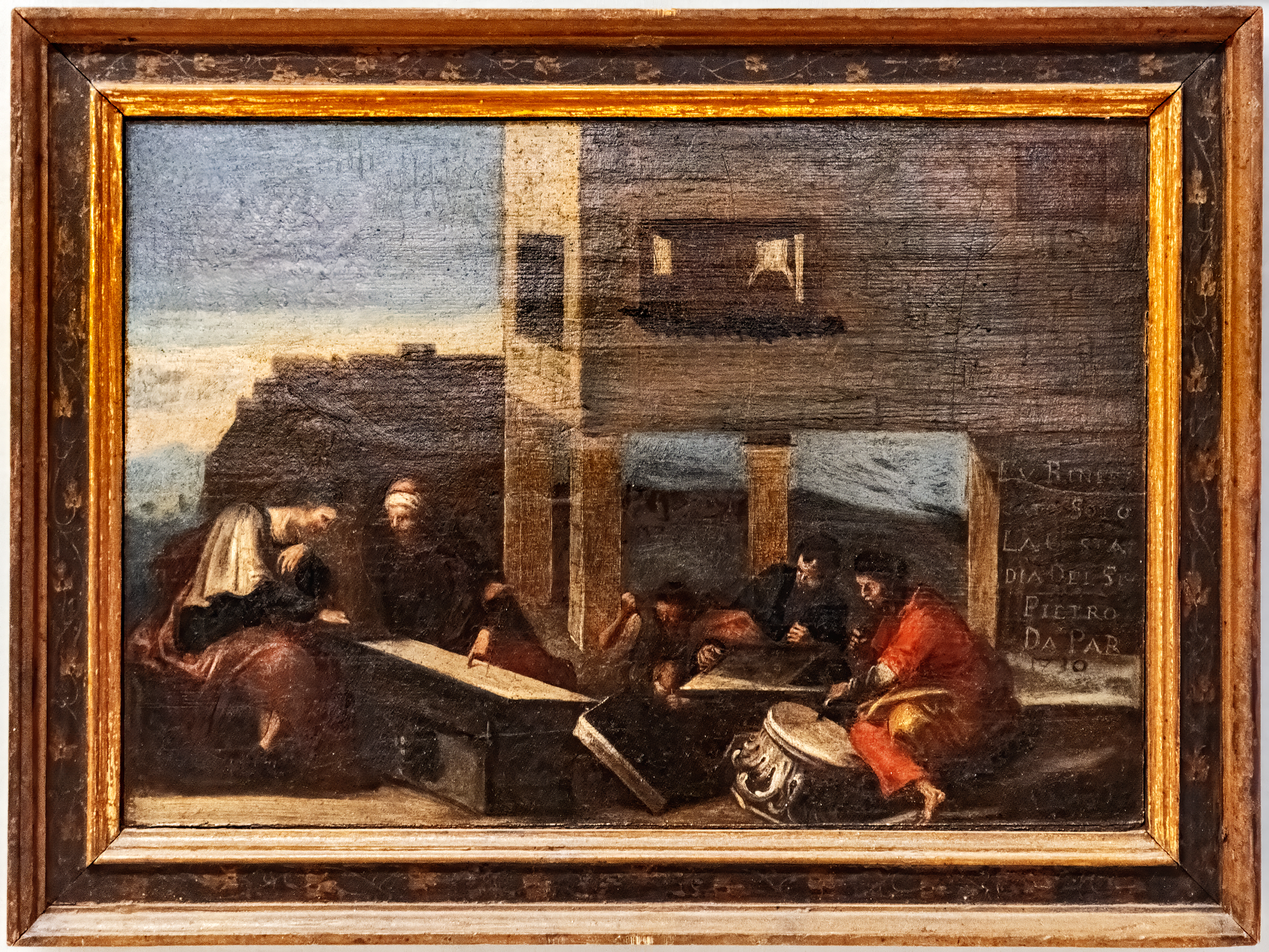
Enseigne de l'art des tailleurs de pierre, 1730
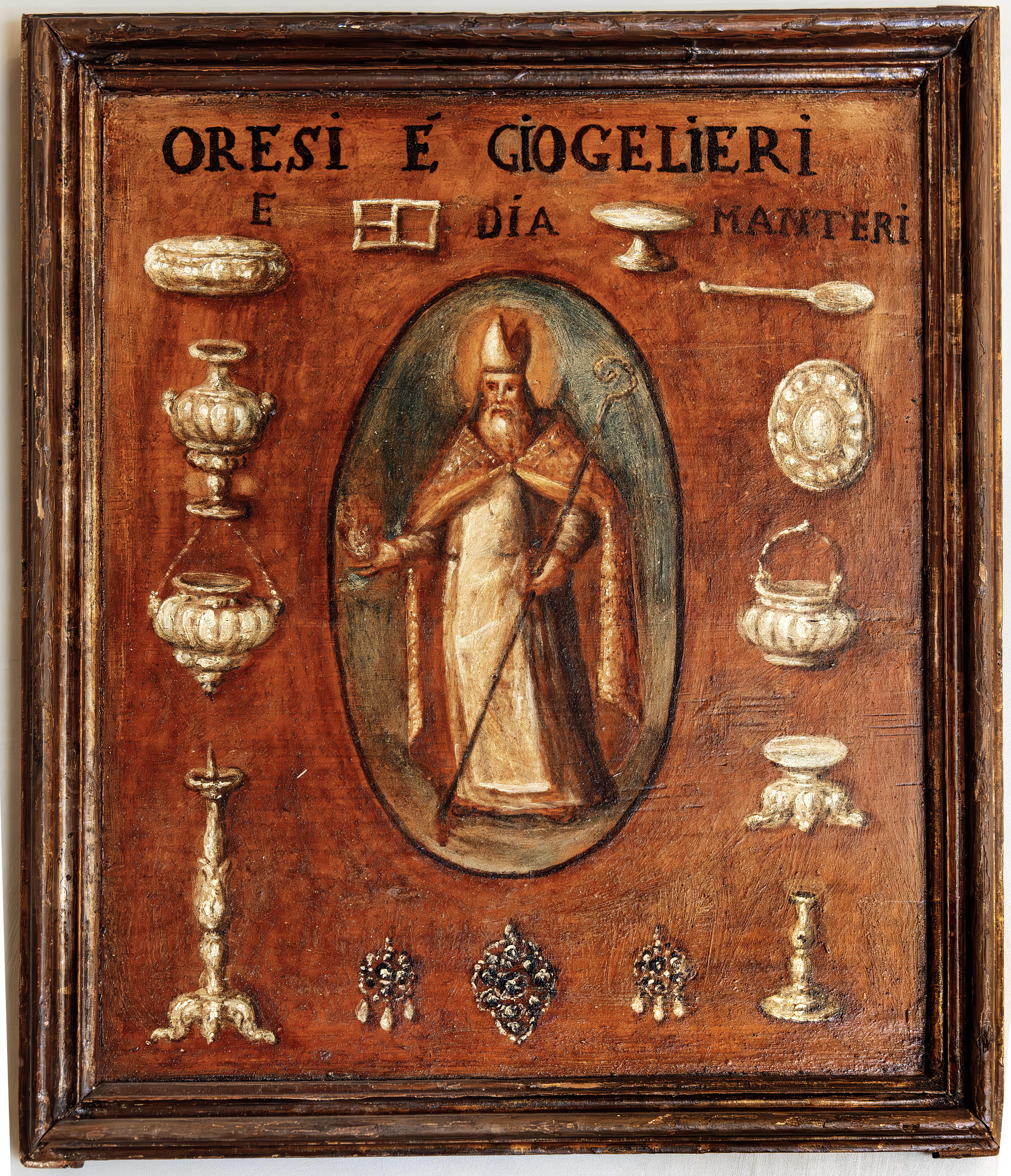
Enseigne de l'art des orfèvres, 1730
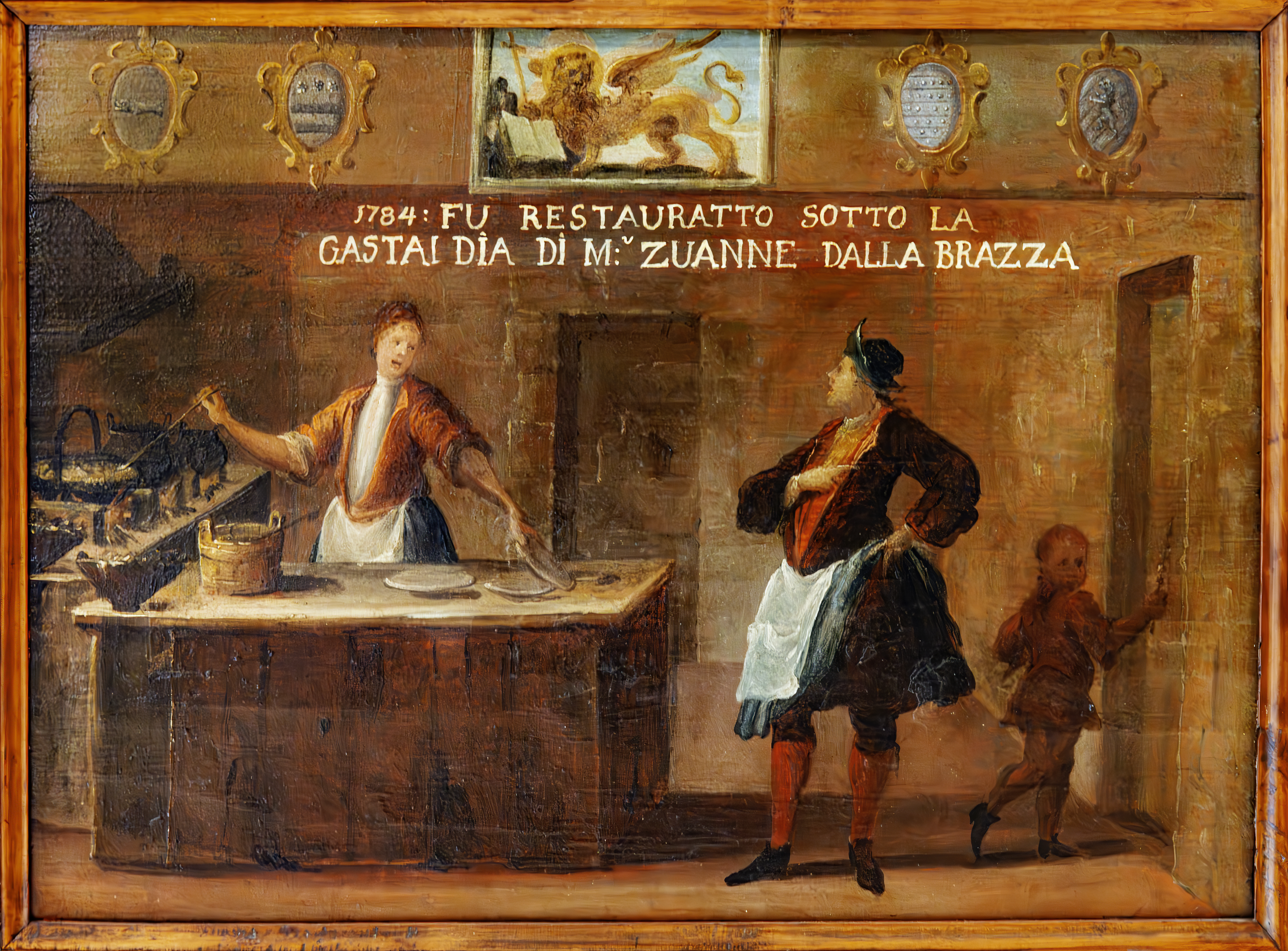
Enseigne de l'art des fritteurs, 1784

## Appartements de Sissi
Ces appartements font partie du Palais royal construit par Napoléon. La décoration de style Empire a été coordonnée par Giuseppe Borsato à partir de 1807, sous la supervision d'Eugène de Beauharnais.
Comportant neuf salles, ils ont été ouverts en juillet 2012, après une longue et complexe restauration réalisée par le Comité français pour la sauvegarde de Venise. Ils font partie des appartements impériaux du Palais royal, où l'impératrice Élisabeth d'Autriche, dite « Sissi », logeait durant ses visites à Venise. Longtemps occupés par diverses administrations et fermés au public, ils ont été intégrés au parcours du musée à leur réouverture.

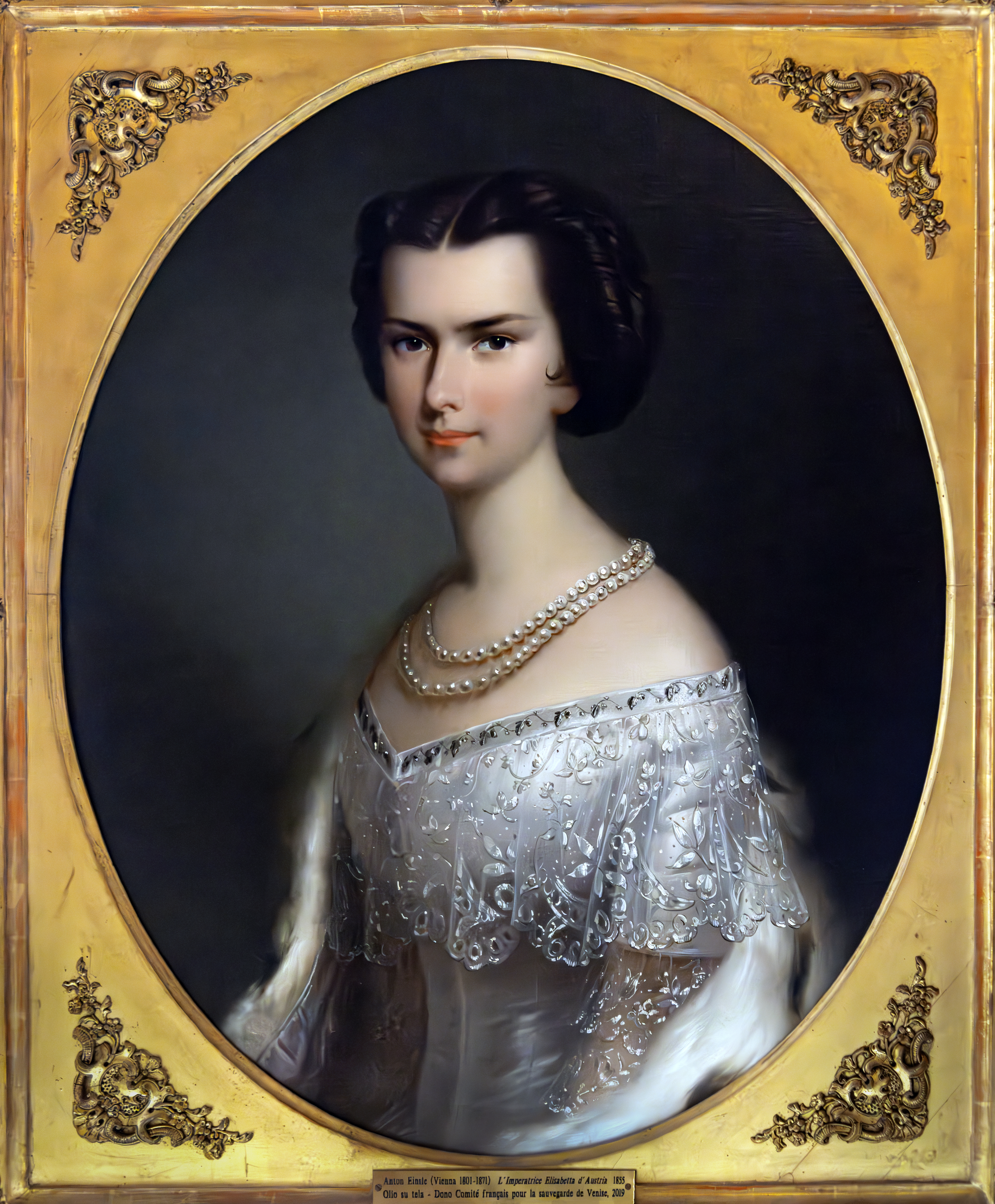
Elisabeth d'Autriche par Anton Einsle
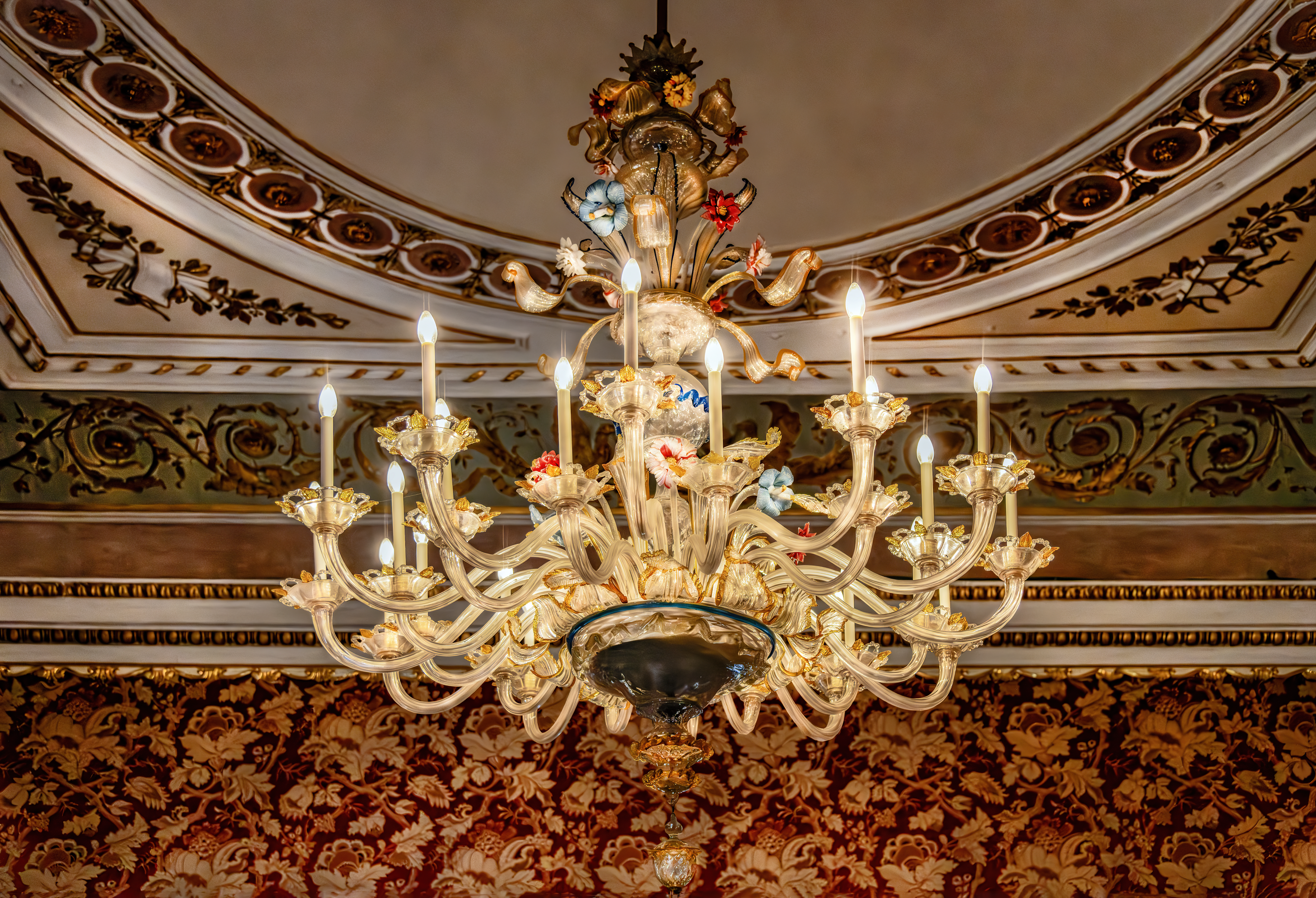
Lustre de Murano du Salon des Audiences de l'Impératrice
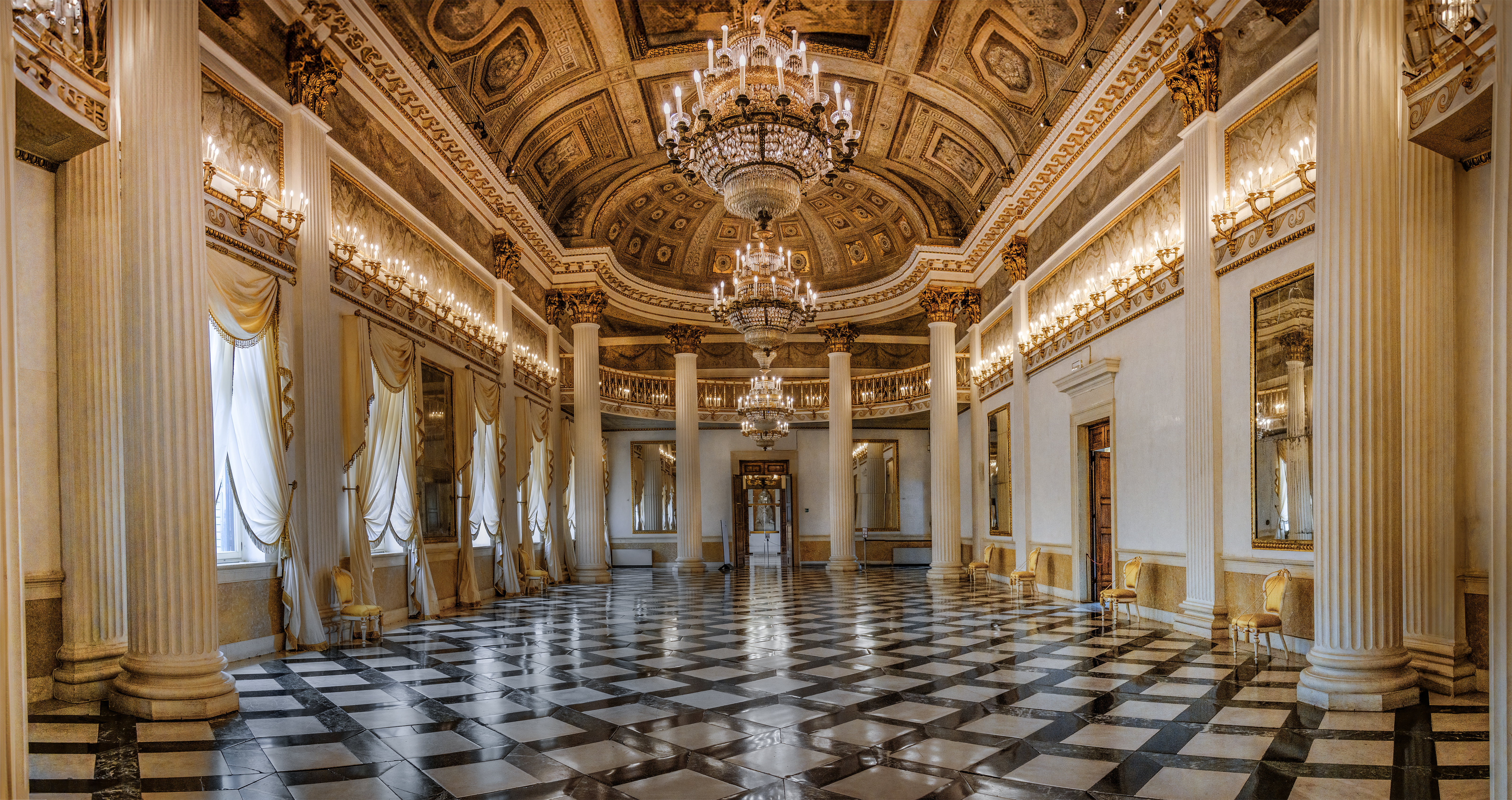
Salle de bal